# Marvel's Agents of S.H.I.E.L.D.
Marvel's agents of S.H.I.E.L.D., també coneguda simplement com Agents of SHIELD, és una sèrie de televisió estatunidenca creada per ABC per Joss Whedon, Jed Whedon i Maurissa Tancharoen, basada en l'organització S.H.I.E.L.D. (Strategic Homeland Intervention, Enforcement, and Logistics Division (Divisió estratègica d'intervenció, aplicació i logística de pàtria), de Marvel Comics una agència de manteniment de la pau i d'espies fictici en un món de superherois. Està ambientat al Marvel Cinematic Universe (MCU), compartint continuïtat amb les pel·lícules i altres sèries de televisió de la franquícia. La sèrie està produïda per ABC Studios, Marvel Television i Mutant Enemy Productions, amb Jed Whedon, Tancharoen i Jeffrey Bell com a show runners.
La sèrie gira al voltant del personatge de Phil Coulson, amb Clark Gregg reprenent el seu paper de la sèrie de pel·lícules i el seu equip d'agents de SHIELD, que han de fer front a diversos casos i enemics inusuals, inclosos Hydra, els Inhumans, els Life Model Decoys (simulacres dotats de vida) i espècies alienígenes com els Kree. Joss Whedon va començar a desenvolupar un episodi pilot de SHIELD després de l'èxit de la seva pel·lícula The Avengers, i Gregg es va confirmar que repetiria el seu paper l'octubre de 2012. ABC va agafar oficialment la sèrie el maig de 2013, i també es compta amb Ming-Na Wen, Brett Dalton, Chloe Bennet, Iain De Caestecker i Elizabeth Henstridge, amb les incorporacions de Nick Blood, Adrianne Palicki, Henry Simmons, Luke Mitchell i John Hannah, Natalia Cordova-Buckley i Jeff Ward en les temporades posteriors. La composició protèsica es crea amb els estudis Optical Nerve de Glenn Hetrick, mentre que Legacy Effects aporta altres efectes especials. Els efectes visuals de la sèrie són creats per FuseFX i han estat nominats a diversos premis. Diversos episodis es creuen directament amb pel·lícules o altres sèries de televisió establertes al MCU, mentre que altres personatges de les pel·lícules MCU i Marvel One-Shots també apareixen al llarg de la sèrie.
La primera temporada es va emetre originalment del 24 de setembre de 2013 fins al 13 de maig de 2014, mentre que la segona temporada es va emetre del 23 de setembre de 2014 fins al 12 de maig de 2015. Una tercera temporada es va estrenar el 29 de setembre de 2015 i es va celebrar el 17 de maig de 2016 i la quarta temporada es va estrenar el 20 de setembre de 2016 i es va tancar el 16 de maig de 2017. La cinquena temporada d'agents de SHIELD es va estrenar l'1 de desembre de 2017 i va concloure el 18 de maig de 2018. El maig del 2018 la sèrie es va renovar per a una sisena temporada, amb la intenció d'estrenar-se el 10 de maig de 2019. El novembre del 2018, abans de la sortida de la sisena temporada, la sèrie es va renovar per a una setena temporada. Després de començar la primera temporada amb altes qualificacions, però crítiques variades, les qualificacions van començar a caure mentre les revisions milloraven. Això va conduir a qualificacions molt més baixes però més consistents, així com a revisions més consistents i positives en les temporades posteriors.
Des de llavors s'han introduït diversos personatges creats per a la sèrie a l'univers del còmic i altres mitjans de comunicació. Una sèrie de spin-offs, centrada en els personatges de Blood i Palicki, Lance Hunter i Bobbi Morse titulada Marvel's Most Wanted, va rebre una ordre pilot l'agost de 2015, però finalment es va descartar el maig de 2016. Una sèrie digital en línia, Marvel's Agents of SHIELD: Slingshot, centrada en Elena "Yo-Yo" Rodríguez, va ser llançada el desembre de 2016 per ABC.com.

## Premissa
La primera temporada segueix a l'agent de SHIELD, Phil Coulson, que reuneix un petit equip d'agents per gestionar nous casos estranys. Investiguen el Projecte Centipede i al seu líder, "The Clairvoyant", fins a descobrir que l’organització està recolzada pel grup terrorista Hydra, que s’ha infiltrat a SHIELD relacionant-se amb els fets que es narren en paral·lel a Captain America: The Winter Soldier. Coulson es converteix en director de l'organització i té la tasca de reconstruir-la mentre tracta amb Hydra, una facció de S.H.I.E.L.D. contraria als superhumans i els recentment revelats inhumans.
Durant la tercera temporada, Coulson comença una missió secreta per a reunir els Secret Warriors, un equip d'inhumans, ja que Hydra restaura el seu antic líder inhumà, Hive, al poder. Després de la derrota d'Hive i Hydra, SHIELD es torna a convertir en una organització legítima una vegada més amb la signatura dels Acords de Sokovia.
En la quarta temporada, Coulson torna a ser un agent de camp, per la qual cosa SHIELD pot tenir un líder públic i té la tasca de localitzar a persones més reforçades, incloses Robbie Reyes/ Ghost Rider. A més, l'agent Leo Fitz i Holden Radcliffe completen els seus treballs en els projectes de realitat virtual de Life Model Decoy i Framework.
A la cinquena temporada, Coulson i els membres del seu equip van ser segrestats a l'estació espacial Far, l'any 2091, on han de tractar de salvar les restes de la humanitat tot descobrint com arribar a casa. Després de tornar al present, on són classificats com a fugitius, Coulson i el seu equip treballen per evitar el futur que van veure. Tenen èxit, però Coulson mor després de les seves interaccions amb Ghost Rider.
A l'inici de la sisena temporada, l'equip es troba dividit en dos grups: un es dirigeix a l'espai per trobar a Fitz, que està perdut després del viatge en el temps de la temporada anterior, mentre que l'altre roman a la Terra. Aquest es troba al davant un equip de mercenaris dirigits per Sarge, un home que s’assembla a Coulson.
La setena temporada, troba l'equip, inclòs Life Model Decoy de Coulson, saltant al llarg del temps per evitar que els Chronicoms estableixin la Terra com la seva nova llar, Chronyca-3, i erradiquin S.H.I.E.L.D. de la història.

## Episodis
| Temporada | Temporada | Episodis | Emissió original | Emissió original | Classificació | Audiència |
| Temporada | Temporada | Episodis | Inici            | Final            | Classificació | Audiència |
| --------- | --------- | -------- | ---------------- | ---------------- | ------------- | --------- |
|           | 1         | 22       | 24 setembre 2013 | 13 maig 2014     | 43            | 8.31      |
|           | 2         | 22       | 23 setembre 2014 | 12 maig 2015     | 76            | 7.09      |
|           | 3         | 22       | 29 setembre 2015 | 17 maig 2016     | 85            | 5.52      |
|           | 4         | 22       | 20 setembre 2016 | 16 maig 2017     | 110           | 4.22      |
|           | 5         | 22       | 1 desembre 2017  | 18 maig 2018     | 133           | 3.57      |
|           | 6         | 13       | 10 maig 2019     | 2 agost 2019     | 158           | 2.25      |
|           | 7         | 13       | 27 maig 2020     | 12 agost 2020    | N/D           | N/D       |

## Repartiment i personatges

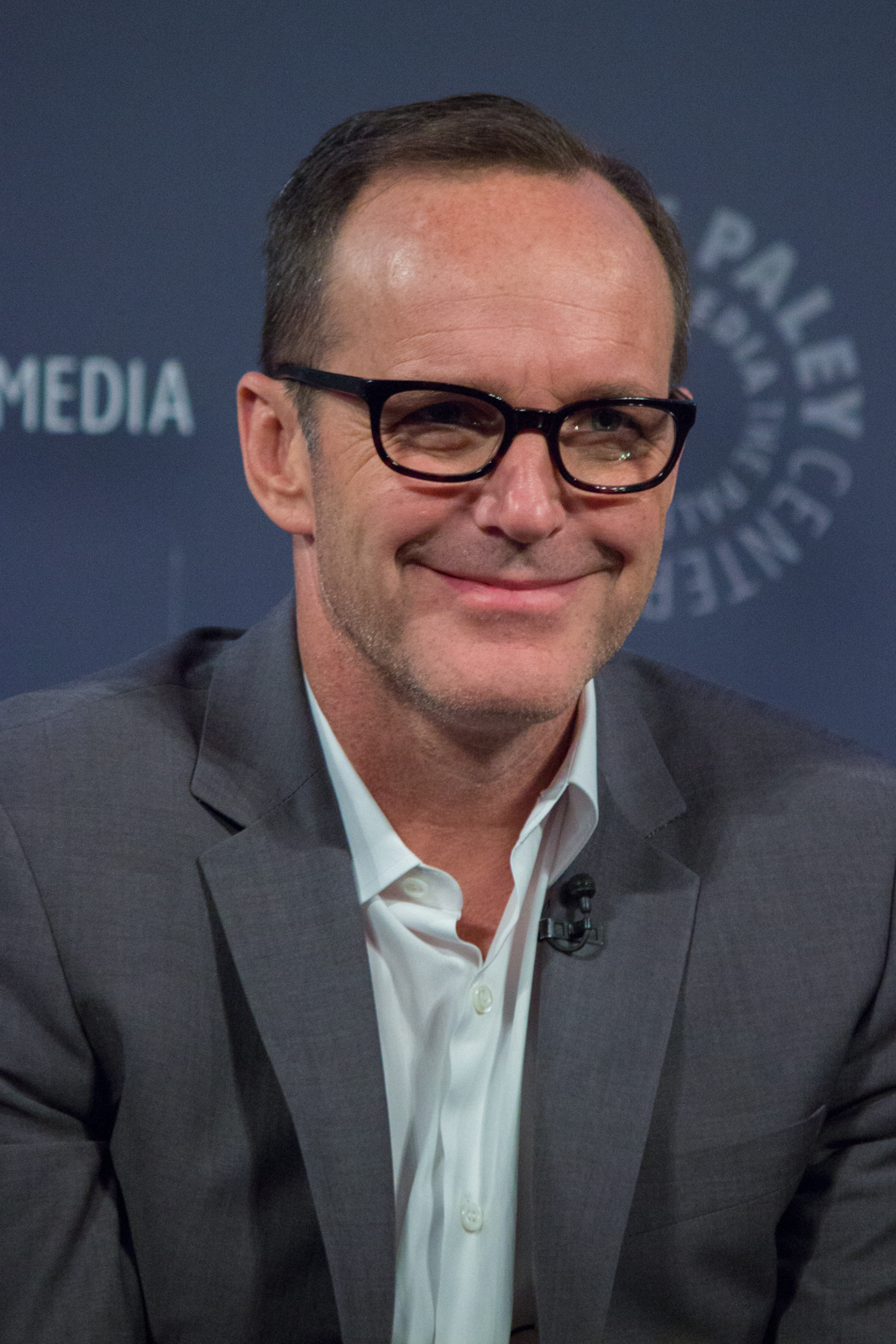
Clark Gregg va reprendre el personatge de Phil Coulson de les pel·lícules de MCU.

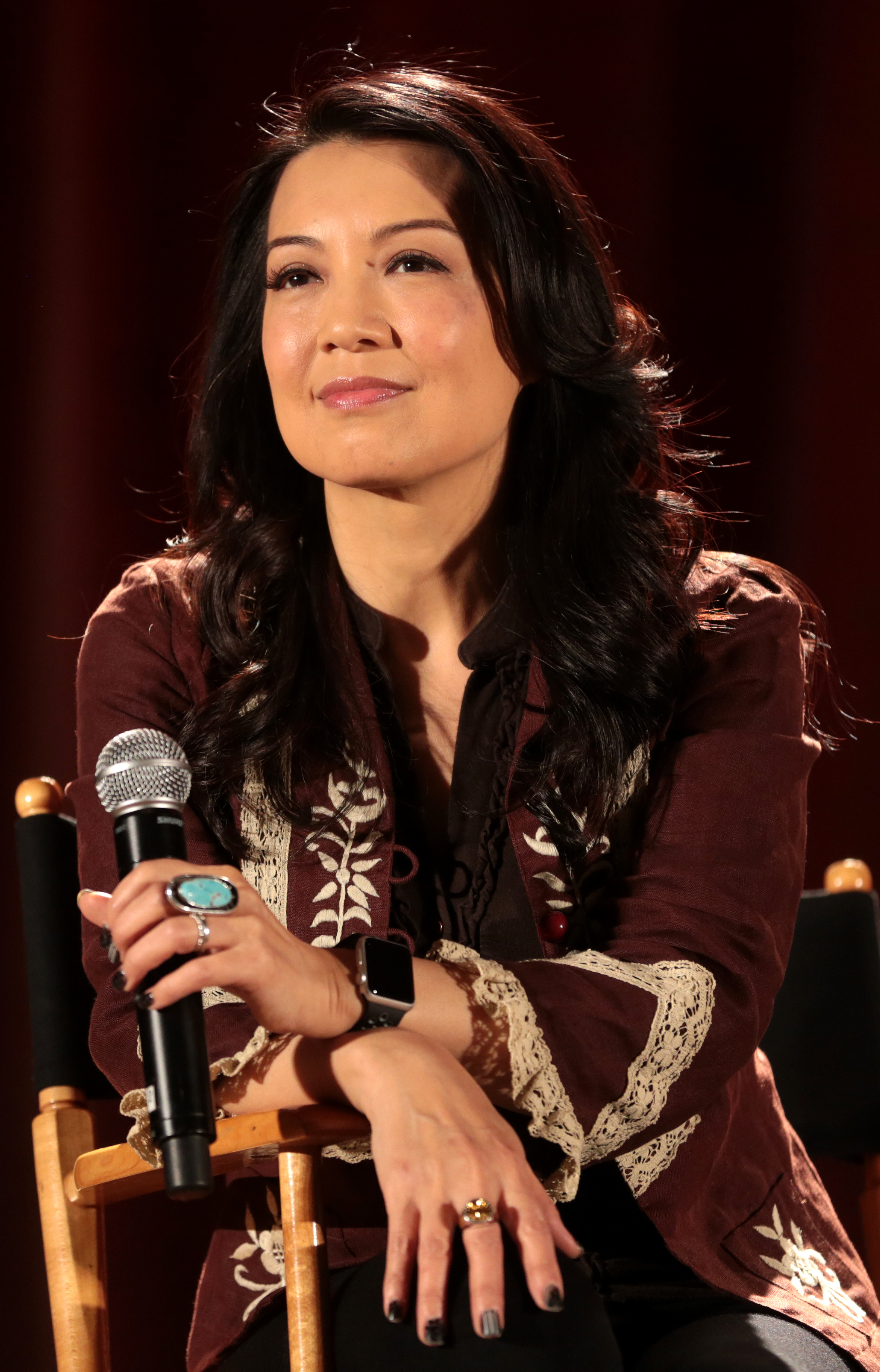
Ming-Na Wen el 2018.

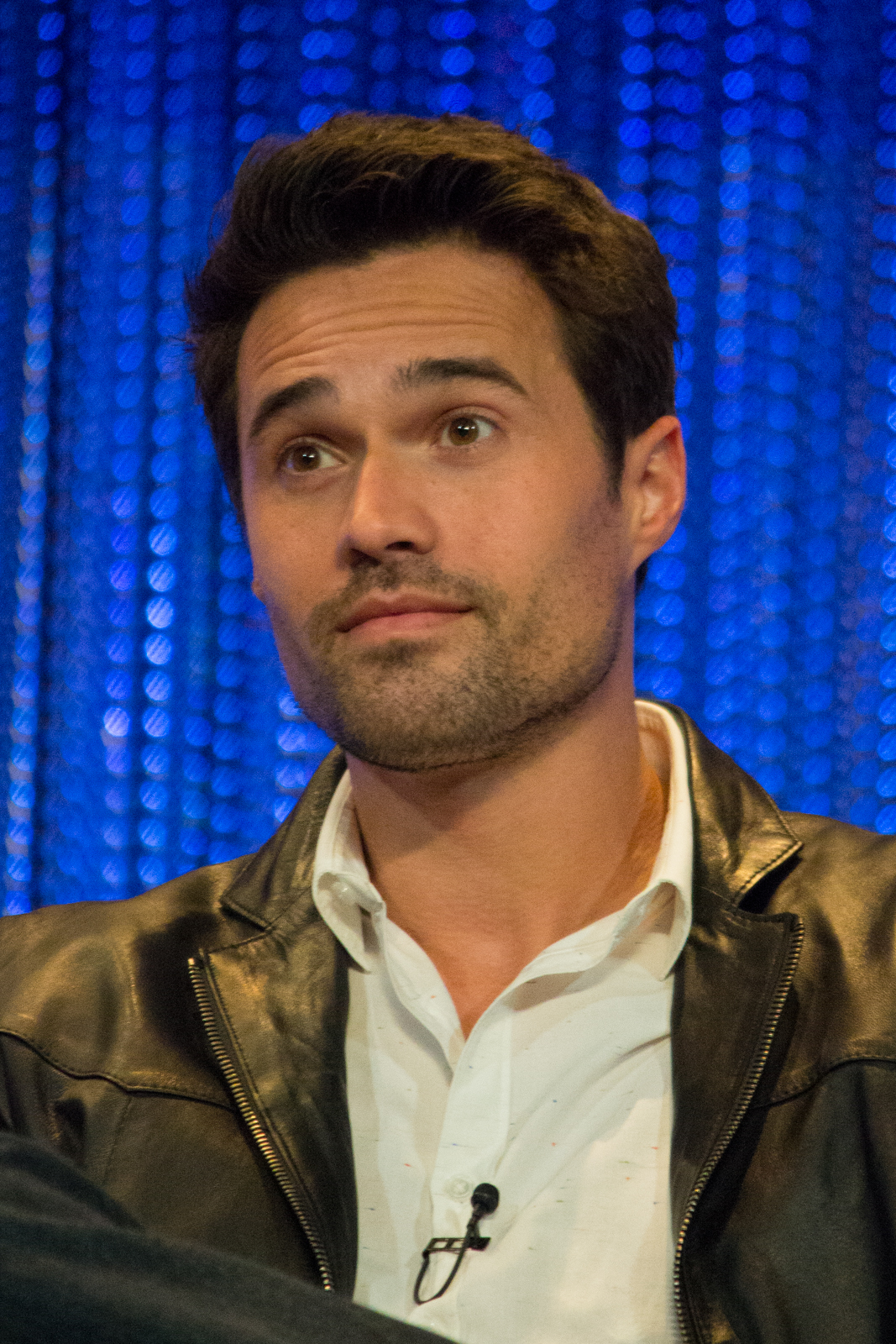
Brett Dalton el 2014.

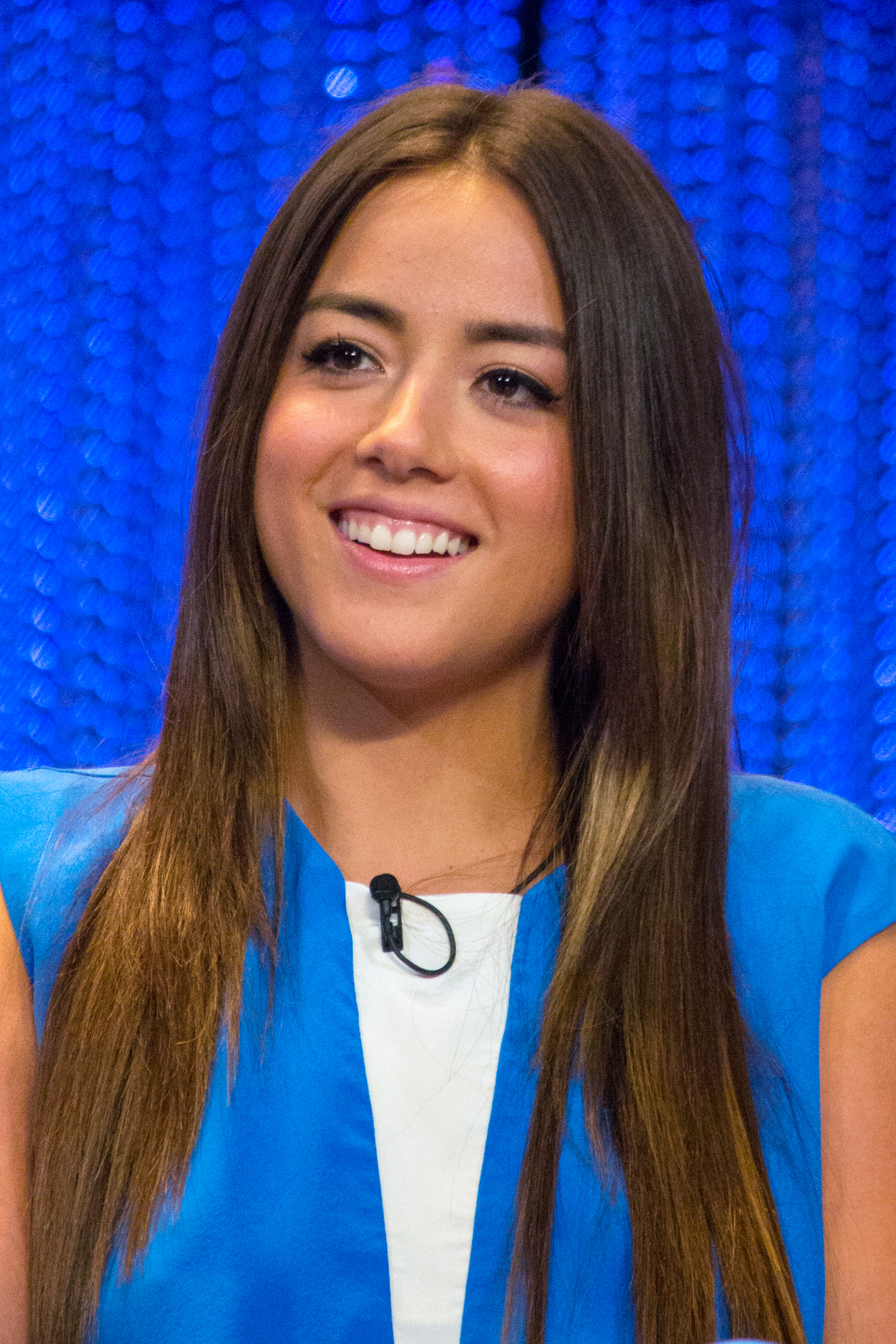
Chloe Bennet el 2014.

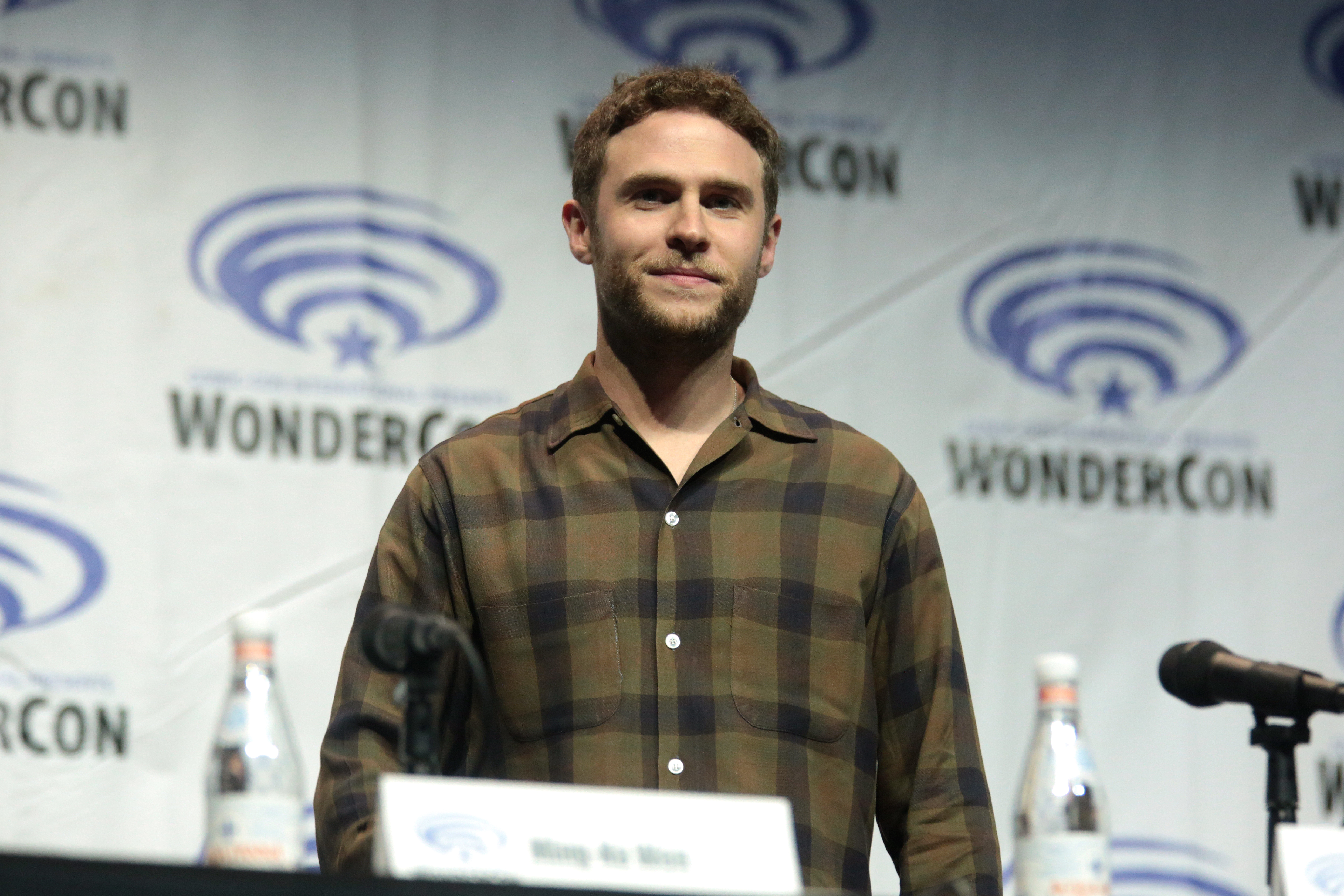
Iain De Caestecker el 2018.

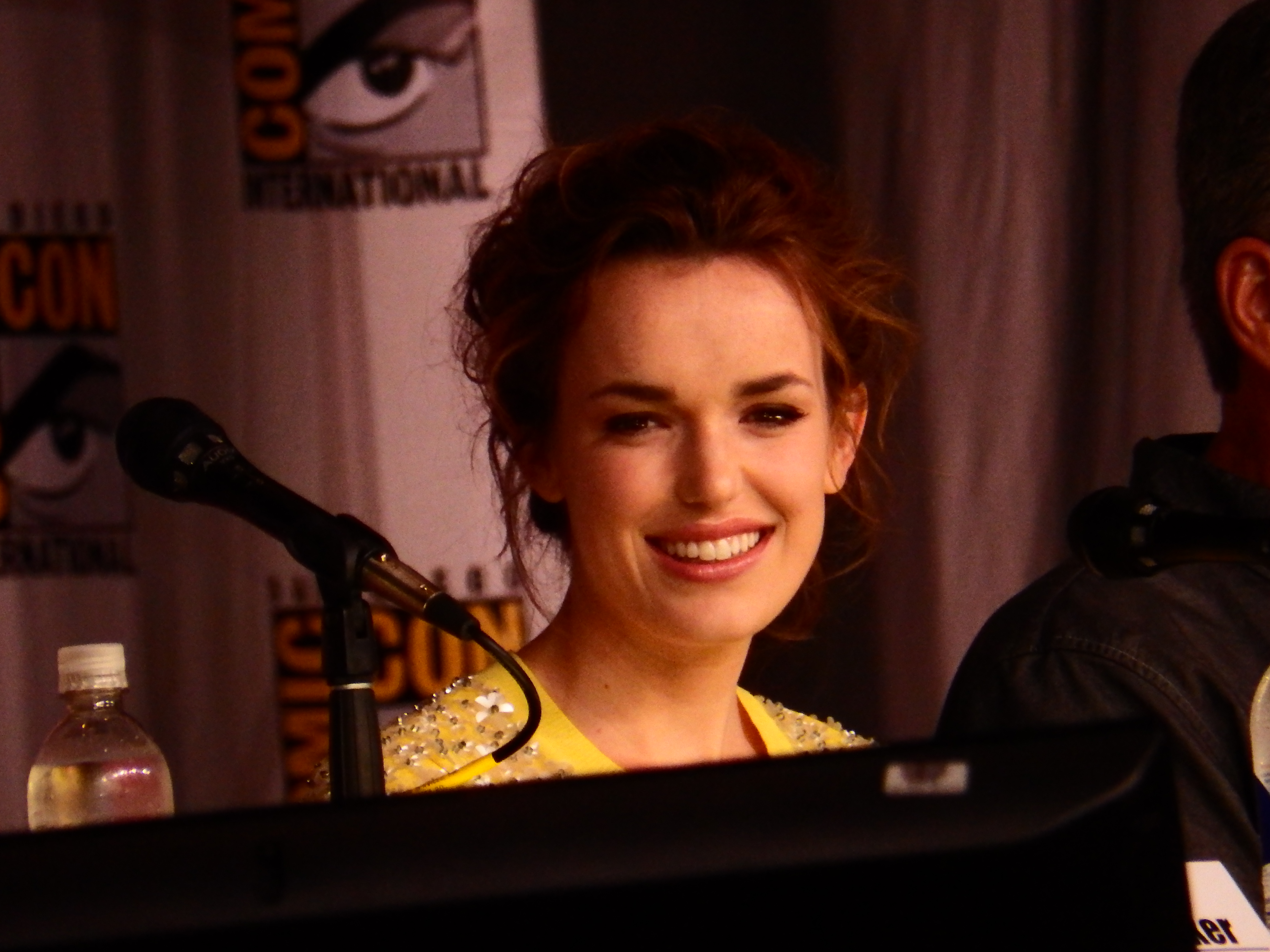
Elizabeth Henstridge a la Comic-Con de 2013.

- Clark Gregg com a Phil Coulson i Sarge: Coulson és un agent de S.H.I.E.L.D., i més tard esdevé el director de l'organització.[22] A l'abril d'2013 Gregg acordà unir-se a la sèrie després de sentir les explicacions del creador Joss Whedon al voltant de la resurrecció de Coulson, després de la mort del personatge a The Avengers, cosa que va anomenar "fascinating" (fascinant) i "true to the world of the comics" (fidel al món dels còmics).[23] Gregg es va apropar a la promoció de Coulson com a director com si aconseguís la seva feina somiada, alhora que es força a adoptar una alçada més elevada com la de Nick Fury.[24] Després de ser posseït per l'esperit de venjança en la quarta temporada, la sang Kree que va ressuscitar Coulson és cremada i finalment mor al final de la cinquena temporada.[9] Gregg encarna un personatge nou, Sarge, a la sisena[12] i un Life Model Decoy millorat per tecnologia Chronicom a la setena.[13]
- Ming-Na Wen com a Melinda May: Joss Whedon tenia definit el personatge, una as del pilotatge i experta en armes de S.H.I.E.L.D., malanomenada "the Cavalry"[25] (la Cavalleria) i al principi anomenada Agent Althea Rice als fulls de càsting que "rondaven pel seu cap" durant molt de temps.[26] Wen tenia alguna història de fons per preparar el personatge, però no li van dir com va obtenir la seva reputació;[27] amb el passat del May revelat a l'episodi "Melinda", Wen el va qualificar de "devastador ... haver sabut el que havia de fer, pel bé de molts ... puc entendre per què la va traumatitzar tant i va fer que es retirés".[28] Wen va dir que la seva relació amb Coulson era el que la mantenia a S.H.I.E.L.D. malgrat el seu passat.[29]
- Brett Dalton com a Grant Ward i Hive: Ward és un agente infiltrat d'Hydra que actua com a agent especialista S.H.I.E.L.D. encobert.[30][31] Des de la concepció de la sèrie es va ser decidit que fos un traïdor, amb Jed Whedon explicant que van voler "una infiltració basada en la traïció" a curt termini per representar la mateixa cosa que passa en una escala massiva, i per fer la revelació d'Hydra més personal pels personatges.[32][33] Dalton sentia que Ward era sempre més lleial al seu superior d'Hydra John Garrett que a la mateixa Hydra, i esdevindria un comodí després de la mort de Garrett però encara un antagonista de S.H.I.E.L.D.[34][35] Ward és matat per Coulson a la tercera temporada,[36] i el seu cos és posseït per un antic Inhumà, Hive.[6] Dalton va retornar a la sèrie en la seva quarta estació per retratar Ward en la realitat virtual de Framework, on és la parella de Daisy Johnson.[37] Austin Lyon interpreta un Ward jove.[38]
- Chloe Bennet com a Daisy "Skye" Johnson / Quake: una agent Inhumana de S.H.I.E.L.D. que obtè l'habilitat de crear terratrèmols.[3][26] El personatge de Skye va ser sempre pretès per esdevenir la versió del MCU de Johnson, i al revelar-ho va tenir conseqüències per les relacions del personatge amb els altres agents de S.H.I.E.L.D., especialment amb Coulson.[39] Bennet sentia que el personatge era algú que portaria el seu cor mentre tingués algun control sobre les seves emocions.[40] Wen va fer notar que el personatge evoluciona de ser "anti-establishment a ser algú que vol crear un establishment que ajudés" els Inhumans.[41] A la tercera temporada ja no va ser anomenada "Skye" i obté el nom públic de "Quake".[42][43]
- Iain De Caestecker com a Leo Fitz i El Doctor: un agent especialista en enginyeria de S.H.I.E.L.D., especialment en tecnologia d'armes.[26][44] De Caestecker va descriure el personatge com "bastant apassionat en el que fa" però no emocionalment intel·ligent. Fitz té una relació propera amb Simmons, amb De Caestecker dient ells "encaixen entre ells en una manera molt estranya."[45] El personatge rep lesions de cervell al final de la primera temporada, amb els escriptors investigant traumes cerebrals amb doctors i experts abans d'introduir-ho a la sèrie. De Caestecker va fer també la seva pròpia recerca, sentint és "alguna cosa que mai hauria de ser trivialitzada. És una cosa real i seriosa ... Hem de ser constantment respectuosos en això."[46]

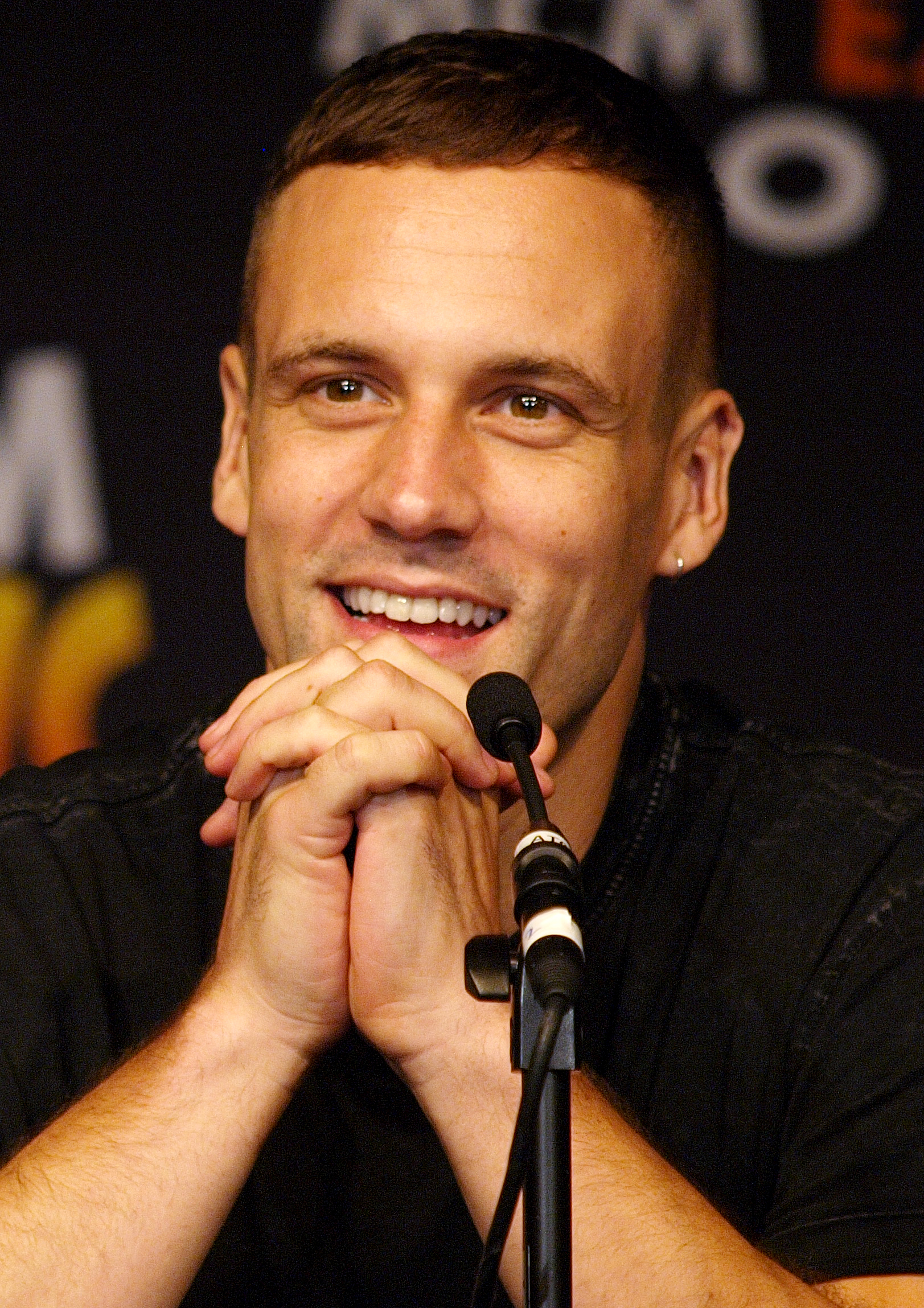
Nick Blood el 2015.

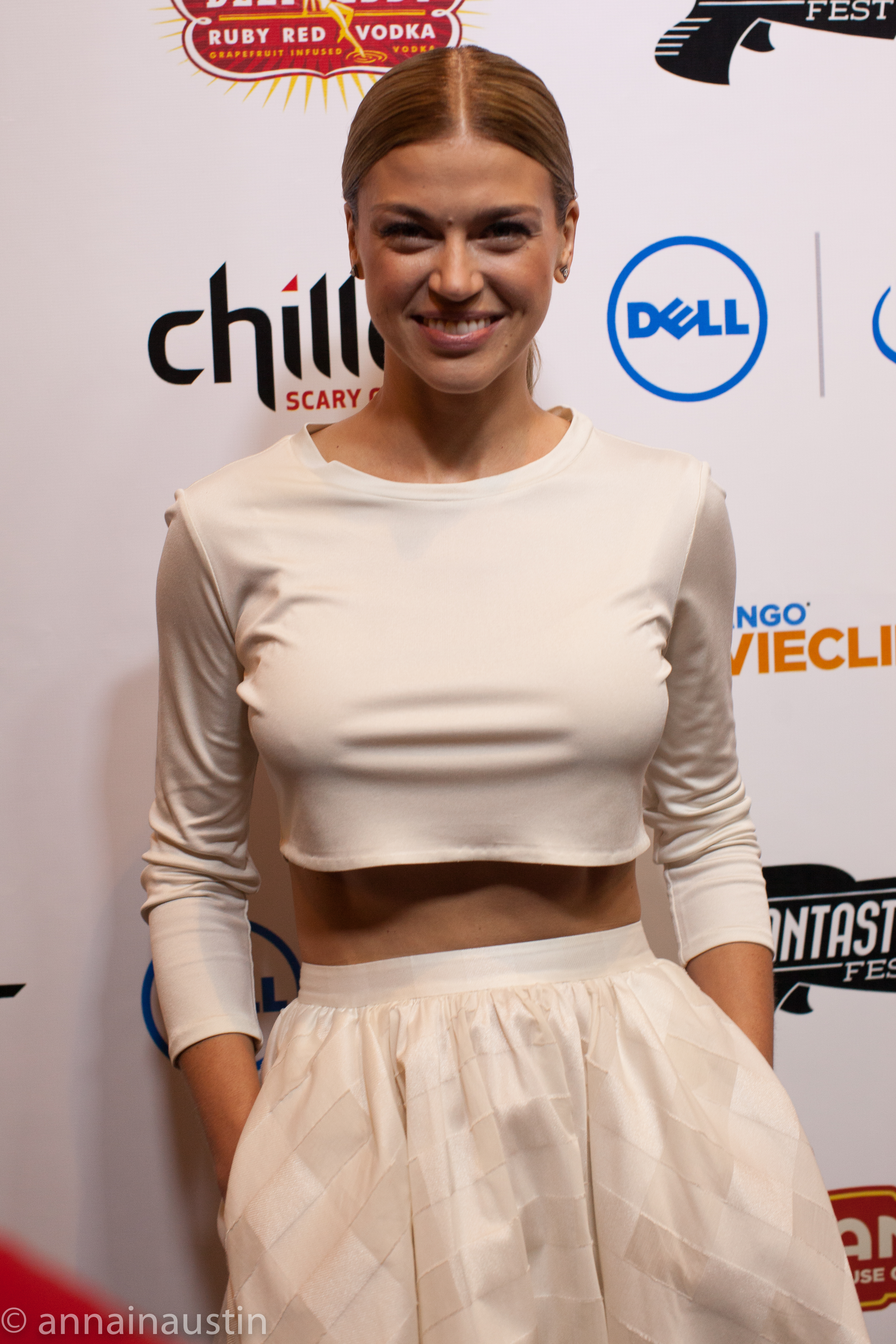
Adrianne Palick el 2014.

- Elizabeth Henstridge com a Jemma Simmons: una bioquímica de S.H.I.E.L.D. especialitzada en ciències biològiques (tan humanes com alienígenes).[26][44] Henstridge va descriure el seu personatge com "intel·ligent i enfocada i curiosa... Té una relació meravellosa amb Fitz."[47] Mentre Fitz i Simmons comencen a utilitzar temps per a ells mateixos durant la sèrie, Henstridge va remarcar que "porta una dinàmica completament nova per a ells com a personatges" de llavors ençà han estat gairebé inseparables.[48] En el costat més dur de Simmons vist en temporades posteriors, Henstridge va destacar que el personatge sempre "ha estat molt matemàtic en cert sentit".[44] Simmons canvia "profundament" després de quedar atrapada en el planeta Maveth durant sis mesos.[49]

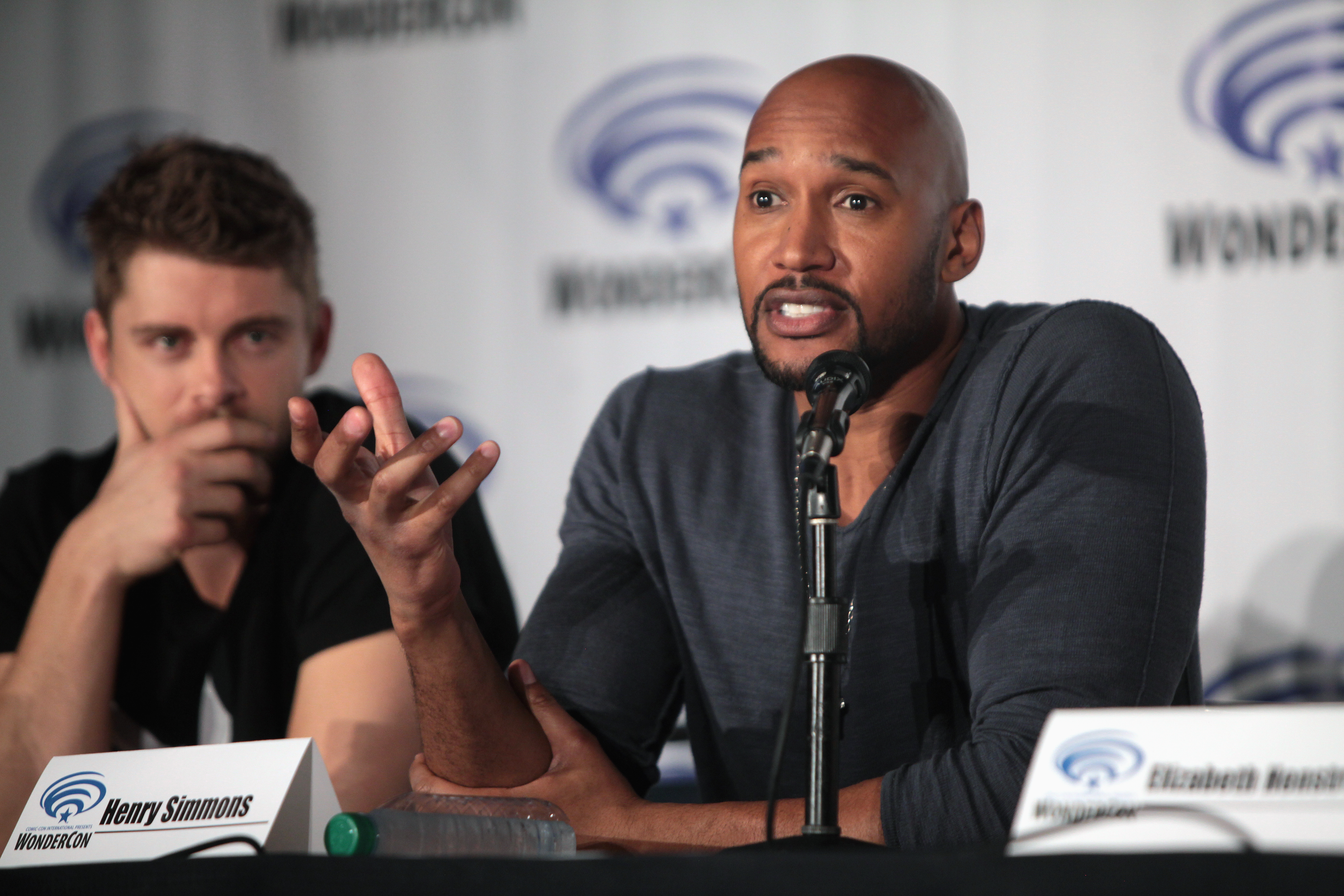
Luke Mitchell i Henry Simmons el 2016.

- Nick Blood com a Lance Hunter: un mercenari abans d'acordar unir-se a S.H.I.E.L.D.[50] Blood va descriure Hunter com algú que "no manté l'etiqueta de jerarquia a S.H.I.E.L.D."[51] Ell més endavant elabora que el personatge se sent molt independent, així que probablement no vol admetre ja no se sent com un forà. També, "no té massa respecte per l’autoritat i els títols...Si Coulson fa alguna cosa que respecta, li està bé. Si no, ell dirà alguna cosa." Hunter té una relació intermitent amb Bobbi Morse, Blood va dir, "hi ha molta veritat en aquestes relacions en que "no pot viure amb l'altre, ni sense l'altre'".[52]
- Adrianne Palicki com a Bobbi Morse: l'ex-muller de Hunter i un agent de S.H.I.E.L.D. que va estar infiltrada dins de Hydra.[53] Palicki va ser contactada pels showrunners concretament per la parada durant la segona temporada. Palicki ja tenia formació en pistoles i arts marcials, però va haver d'aprendre a utilitzar els característics pals d'eskrima del personatge; va remarcar les semblances entre l'estil de lluita de Morse i el de la Black Widow encarnada per Scarlett Johansson a les pel·lícules de MCU.[54] El showrunner Jeffrey Bell va dir que el personatge és més lleial a una idea que a qualsevol altra cosa, tant que el que pot semblar a curt termini com una traïció, pel ella és el que veu com el bé més gran.[55]

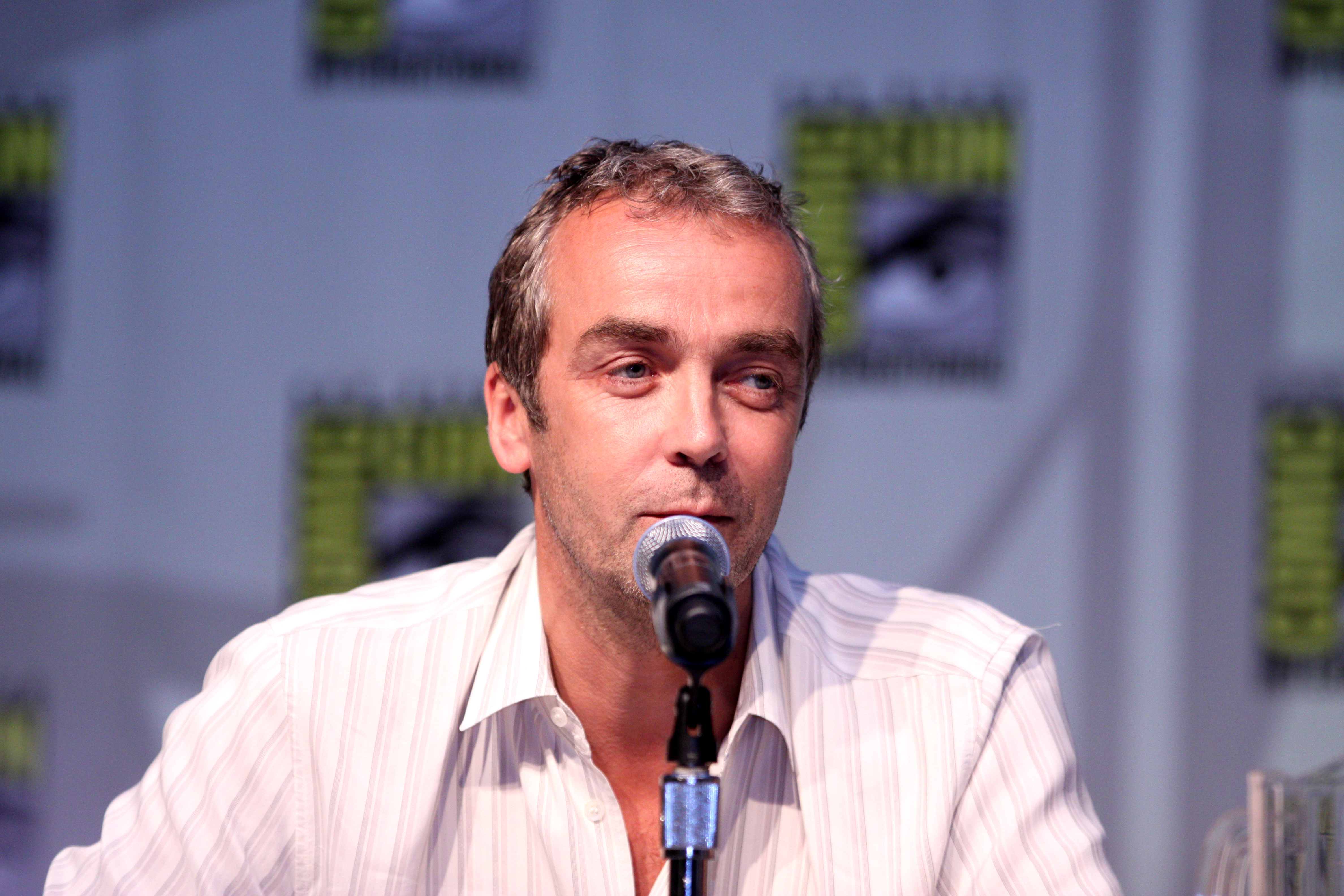
John Hanna el 2010.

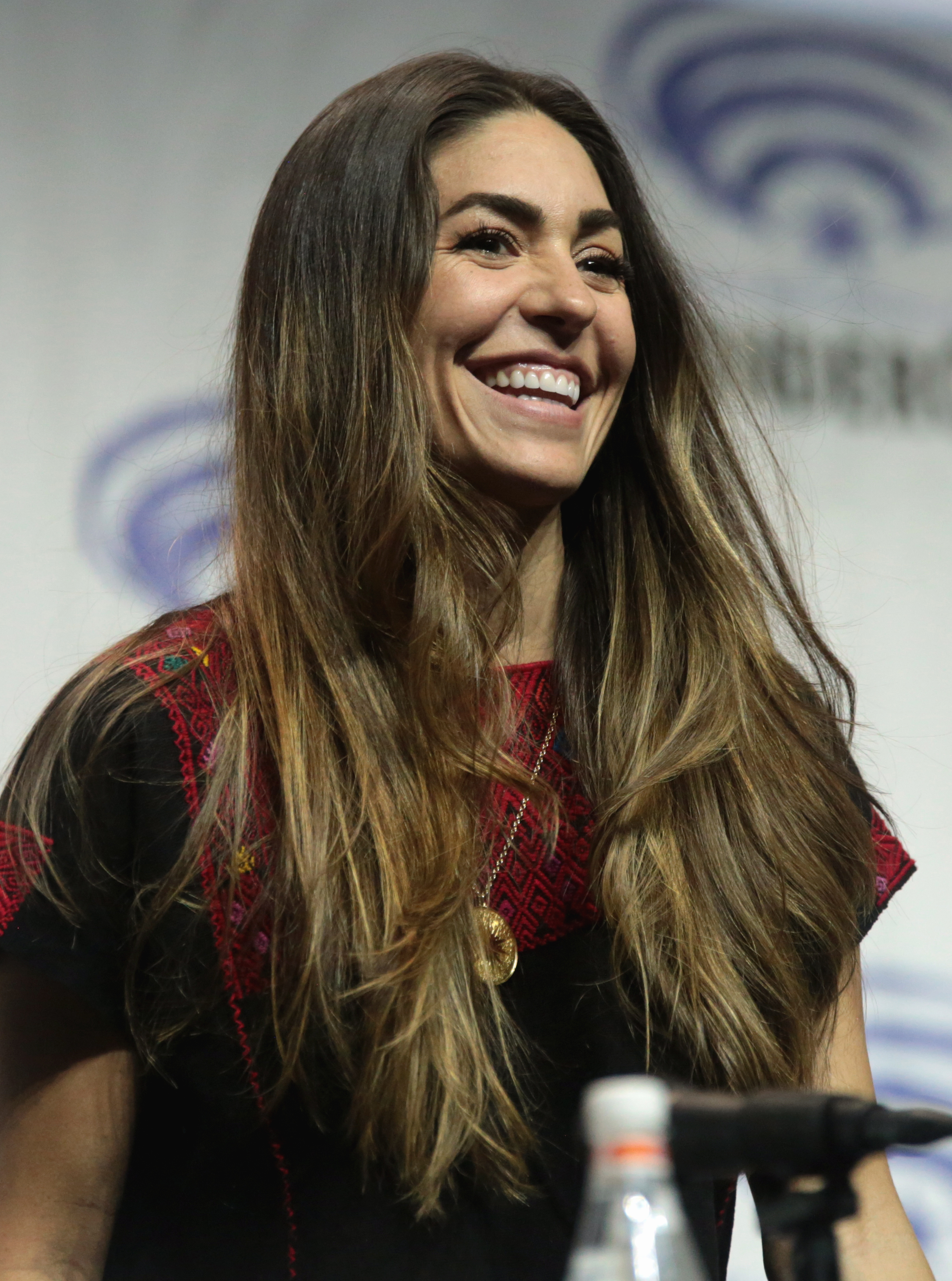
Natalia Cordova-Buckley el 2018.

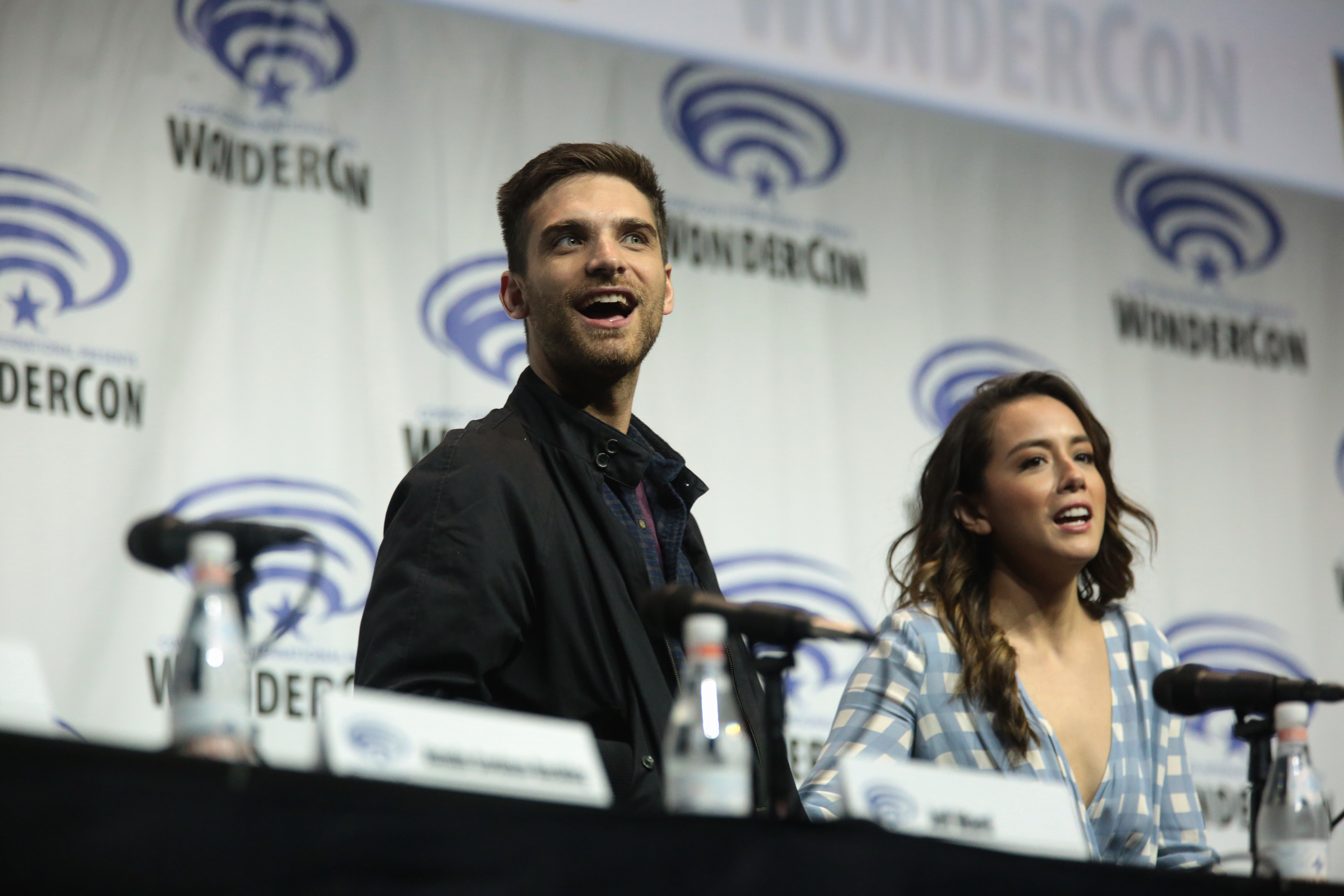
Jeff Ward al costat de Chloe Bennet el 2018.

- Henry Simmons com a Alphonso "Mack" MacKenzie: un mecànic de S.H.I.E.L.D. que desconfia dels aliens i els superhumans.[56] Simmons va dir que el personatge està més preocupat per contribuir a la seva manera pròpia i aconseguint la seva feina feta lluny del camp.[57] A Mack no li agrada violència, però fa "el que ha de fer."[58] Mack revela a la tercera temporada que confia en la seva "fe", implicant que és cristià.[59] Mack esdevé el director nou de S.H.I.E.L.D. a la temporada sis.[60]
- Luke Mitchell com a Lincoln Campbell: un Inhumà amb l'habilitat de manipular càrregues elèctriques[61] El personatge va ser introduït perquè la sèrie ja havia presentat "un xicot sense ulls" i "una dona que ara coberta d'espines" però, com als X-Men, hi ha també Inhumans que són "persones atractives amb poders", així que Campbell els representa dins la sèrie.[62] Campbell mor al final de la tercera temporada,[43] convertint-se en l' "Agent Caigut" que la sèrie hi havia estat anunciant durant la segona meitat de la temporada.[63][64]
- John Hannah com a Holden Radcliffe: un transhumanista que creu en la millora de humanitat a través de la robòtica.[65][66] Radcliffe Inicialment treballava amb Hive abans d'unir-se a S.H.I.E.L.D. On comença a transferir la seva intel·ligència artificial AIDA a un Life Model Decoy, un vell projecte de S.H.I.E.L.D.[67] És assassinat per la mateixa AIDA.
- Natalia Cordova-Buckley com a Elena "Yo-Yo" Rodriguez: una inhumana colombiana que pot es moure a super velocitat durant un batec del seu cor, abans de retornar al punt de començament. De mala gana s'uneix a S.H.I.E.L.D. i esdevé part dels Secret Warriors, finalment apropant-se a Mack que li dona el seu malnom de "Yo-Yo".[68][69] Al principi d'interpretar el personatge, Cordova-Buckley somreia quan anava a utilitzar les seves habilitats, per mostrar una pressa d'adrenalina i el sentiment tenir aquest poder. Després de les respostes positives d'aficionats, l'actriu va transformar aquest tret en una personalitat més perversa per al personatge.[70]
- Jeff Ward com a Deke Shaw: Un recol·lector a l'estació espacial Lighthouse a l'any 2091,[71] que viatja al present amb l'equip de S.H.I.E.L.D. i descobreix que és el net de Fitz i Simmons.[72] Després de la batalla amb Glenn Talbot, millorat pel gravitonium, Deke deixa S.H.I.E.L.D. Reapareix a la sisena temporada, després d'haber establert una empresa tecnològica utilitzant "prestada" tecnologia de S.H.I.E.L.D. per fer noves innovacions, com ara utilitzar Framework com a videojoc de realitat virtual. Deke va ser atacat pel grup de Sarge, que el va confondre amb un transportista de Shrike a causa de les seves estranyes lectures abans de ser rescatat per Mack i May. Mentre ajudava el S.H.I.E.L.D. l'equip va frustrar el pla de Sarge d'atacar les lançades d'Izel, Deke es va enamorar de Snowflake associada de Sarge després que Sarge l'abandonés per la seva sed de venjança. A la setena temporada, Deke ajuda l'equip de S.H.I.E.L.D. per evitar que els Chronicoms poguin canviar la història.

## Producció

### Desenvolupament

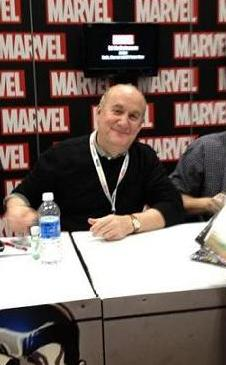
Jeph Loeb el 2012.

Després que The Walt Disney Company adquirís Marvel el 2009, va anunciar que formaria una divisió Marvel Television a càrrec de Jeph Loeb. En els mesos següents, van començar a desenvolupar-se diversos episodis pilots basats en el catàleg de còmics de Marvel. A juliol 2012, Marvel Television va discutir amb ABC per fer una sèrie nova inclosa al Marvel Cinematic Univers, però en aquest punt no s'havia decidit quina seria. La sèrie va ser descrita com "'una llavor d'una idea' amb un número d' escenaris per explorar, incloent un espectacle de gran concepte." El mes següent, va ser anunciat que el director de la película The Avengers, Joss Whedon, creador d'altres espectacles televisius com Buffy the Vampire Slayer i Firefly, estaria implicat en el desenvolupament de la sèrie.
L'agost de 2012, ABC va ordenar un pilot per una sèrie anomenada S.H.I.E.L.D. que havia de ser escrita i dirigida per Joss Whedon, amb Jed Whedon i Maurissa Tancharoen també a l'escriptura. El CEO de Disney Bob Iger va donar llum verda a la sèrie després de veure el curtmetratge Item 47. A abril de 2013, ABC va anunciar que la sèrie seria titulada Marvel's Agents of S.H.I.E.L.D., i es va fer oficial que tindria una temporada de 22 episodis el maig de 2013. Jed Whedon, Tancharoen, i Jeffrey Bell serien els show runners de la sèrie, amb la incorporació de Bell per ajudar les anteriors inexpertes incorporacions amb la contractació de membres de l'equip i "navegant la política d'estudis i xarxes", dient: "La meva feina és per ajudar-los aprendre com fer-ho, duent el vaixell mentre aprenen." Joss Whedon els va assistir abans de començar a treballar en Avengers: Age of Ultron.
La sèrie va ser renovada per una segona temporada al maig de 2014, una tercera a maig de 2015, una quarta a març de 2016, una cinquena a maig de 2017 i una sisena a maig 2018. Malgrat l'especulació, el president d' ABC Entertainment, Channing Dungey va dir que la sisena temporada no va ser planejada per servir com la temporada final de les sèries, afegint que movent l'estrena de la temporada a mitjans de 2019 permetria a ABC "supervisar l'audiència de l'espectacle i possiblement tenir-lo en antena més temps." Aquell novembre, ABC va renovar la sèrie per una setena temporada, que serà la darrera.
A setembre 2016, parlant de l'eventual final de la sèrie, Tancharoen va dir, "sempre forges cap endavant. Fins que algú ens diu de parar, continuarem movent-nos cap endavant." Jed Whedon va afegir, "hi ha sempre idees al darrere de la vostra ment per quan et diuen, 'És això, xicots,' però no hem arribat encara." Pel maig 2017, Bell va explicar que havien tingut "un sentiment de com ens agradaria acabar l'espectacle quan acabés. Nosaltres necessitàvem saber quan seria per construir-ho apropiadament." Jed Whedon va continuar, "El nostre objectiu és saber-ho abans de l'hora, perquè ens agradaria acabar la història d'una manera satisfactòria".

### Escriptura
| «                                                                             | (anglès) The idea of [Coulson] as the long-suffering bureaucrat who deals with Tony Stark's insufferability is delightful and hits the core of something I'm also writing about all the time—the little guy versus the big faceless organization....and that's what Clark Gregg embodies: the Everyman. | (català) La idea de [Coulson] com a buròcrata que sofreix durant molt de temps i que tracta de la insuferabilitat de Tony Stark és deliciosa i toca el nucli d’una cosa que també escric tot el temps ... el petit contra la gran organització sense rostre ... i això és el que encarna Clark Gregg: l'home ordinari. | » |
| — Joss Whedon, El creador Joss Whedon sobre els temes subjacents de la sèrie. | | |   |

Bell va explicar que Jed Whedon, Tancharoen i ell supervisen totes les decisions creatives de la sèrie, sovint consultant amb Loeb. Quan els showrunners estan escrivint la sèrie, una persona pot escriure un guió mentre les altres dues presenten històries, de manera que es pugui presentar una història cada poques setmanes. Si els productors executius participen en una història, un membre de la sala d’escriptors de la sèrie llavors produeix un esbós, obté anotacions del showrunners, escriu un guió complet, rep anotacions d’ABC i l'equip de producció, i després produeix l'episodi.
El gener de 2013, Joss Whedon va desviar qualsevol influència directa d'altres sèries, com els esforços de Fox Mulder i Dana Scully a The X-Files, i va explicar que mentre la sèrie impliqués persones amb poders i l'espectacle d'històries de ciència-ficció, se centraria en "les persones perifèriques... les persones de l'entorn de les grans aventures". Com que la sèrie va començar a introduir individus més poderosos, Bell va assenyalar que el públic "sembla respondre a la gent poderosa de la sèrie i, tot i que no es convertirà en la temàtica de la sèrie, com a textura i sabor de les històries, realment disfrutem això". Jed Whedon va afirmar que la sèrie continuaria ressaltant la resposta del públic en general a la gent poderosa, dient: "La dinàmica del món ha canviat. Hi havia una persona amb poders, i després a The Avengers hi havia potser sis en total ... ara són molt més freqüents, així que hi ha una reacció del públic basada en això ".
En balanç entre la creació de material nou i adaptar de la mitologia existent, Bell va assenyalar que explicar històries que poden entretenir tant als fans de Marvel com als aficionats que no ho són és un repte, i que per a la sèrie intenten afegir gestes als films de MCU o als còmics d'una manera que funciona bé per si sola per a tots els espectadors, però també pot significar més per a un fan. Pel que fa a la part d'adaptació, Jed Whedon va explicar que hi ha àrees dels còmics a les quals la sèrie no pot anar, i que en última instància només utilitzen els còmics per inspirar-se en generar la seva pròpia història. Tancharoen va elaborar això: "Sempre anem a inspirar-nos i estar influenciats pels còmics, però, per descomptat, a l'espectacle, sempre farem el nostre gir". Sobre les comparacions entre l’abast de la sèrie i la de les pel·lícules, Bell va dir que ABC i Marvel havien estat molt generoses amb el pressupost de la sèrie i que la producció no es podia queixar d’una xarxa de sèries, però que no era res comparat amb el pel·lícules o fins i tot sèries com Game of Thrones. Va explicar que la sèrie intenta crear "moments Marvel" el millor que pot, però va assenyalar que alguns dels moments més memorables de les pel·lícules són més petits, moments dels personatges -cosa que funciona realment bé a la televisió- de manera que la sèrie s'esforça per aquests quan no es poden permetre més abast i escala. Jed Whedon va elaborar que miren una seqüència i tracten de mantenir només el que es necessita per explicar la història, així que "si un monstre aterra en un cotxe, en lloc de mostrar el monstre sencer que salta a través de la silueta urbana, volem estar al cotxe amb el personatge que tingui aquesta experiència."
Al setembre de 2015, Bell va revisar les dues primeres temporades i va parlar sobre els reptes i els canvis de la sèrie. Va assenyalar la recepció negativa dels fans pel baix nombre de personatges recognoscibles com Coulson, però va assenyalar que als fans semblava que els van agradar els personatges creats per a la sèrie, ja que s'havien desenvolupat amb el pas del temps. Va explicar que, amb el creixent nombre de personatges i relacions complexes de la sèrie, tenir importants aparellaments i crear noves relacions emocionals era important, i que "ja sigui en un moment tranquil o en acció, [esperem] aprofundirem en l'estima del públic i la preocupació i esperances per aquests personatges ". Un any més tard va reiterar la intenció del productor de crear una tradició que avançava en "trobar noves combinacions i nous conflictes" entre diferents conjunts de personatges, donant "moltes maneres [de veure] les mateixes persones fent el mateix durant cinc anys sense que el personatge no evoluciona ni canvia en absolut".
Els productors i els escriptors van formar inicialment un pla general per a la sèrie fins al final d'una tercera temporada, després de llegir els guions de les properes pel·lícules de MCU. Al maig del 2016, Chloe Bennet va comparar el final de la tercera temporada amb "el final del primer llibre de SHIELD ... el final d’alguna cosa més gran i l’inici d’un to completament nou per al programa". Va elaborar que "les històries que vam començar al començament de la temporada 1 van acabar finalment a la fi de la temporada 3. Hem tingut algunes pèrdues importants de persones que han estat amb nosaltres a l'especacle des de la temporada 1. Des de la lectura al primer dia al set, definitivament hi ha una nova energia del programa" avançant. La sèrie es va traslladar a la franja horària posterior a les 22:00 hores per a la quarta temporada. Jed Whedon va dir que els escriptors esperaven "fer-se una mica més fosca com a conseqüència" d'aquest canvi, amb Loeb afegint que "absolutament ofereix oportunitats. No sé que canvïi de manera espectacular les coses [encara]. Vull dir, al final del dia, Marvel sempre farà espectacles que es desenvolupin en algun lloc entre PG-13 i PG-16. No anem a fer Deadpool en qualsevol moment aviat [a ABC]." Marvel "va tenir una llarga conversa amb ABC sobre el que podem fer sortir, per dir-ho així" en el nou horari, que va portar a la inclusió de Ghost Rider a la temporada per sobre d'una de les sèries de Netflix de Marvel, perquè Marvel sentia "hi havia raons per utilitzar aquest personatge per explicar històries [més fosques i més violentes] ara mateix "i tenir-lo a SHIELD ajudava perquè" era tan inesperat ". Loeb esperava que la combinació del període posterior i la introducció de Ghost Rider portessin a alguns espectadors que havien deixat de veure la sèrie durant les temporades anteriors a donant-li una altra oportunitat.
Al maig del 2017, abans de la renovació de la cinquena temporada, Jed Whedon va dir que els escriptors no estaven segurs de què passaria durant la temporada i que ho anirien decidint sobre la marxa. Mentre es començava a escriure l'últim episodi de la temporada 5 a finals de febrer de 2018, els escriptors havien planejat que pogués servir tant de final de temporada com de sèrie, amb alguns elements que es podrien ajustar en funció de si la sèrie era renovada per a una sisena temporada o no. Whedon va afegir, "estem preparats per si aquest és el final. Definitivament, ho farem gratificant de totes maneres."

### Casting

#### Personatges principals

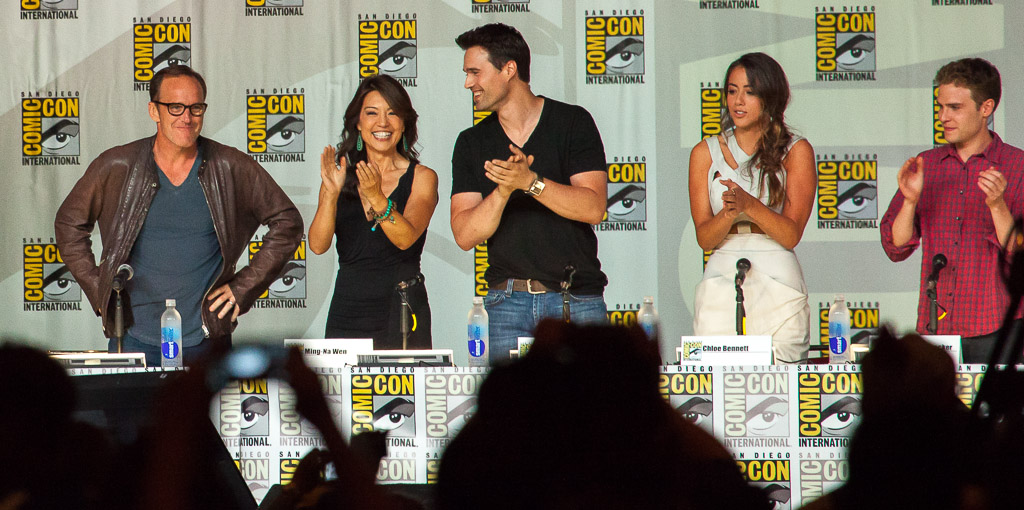
Membres del repartiment principal d'Agents of S.H.I.E.L.D. (d'esquerra a dreta: Gregg, Wen, Dalton, Bennet i De Caestecker) a la Comic-Con de 2013.

L’octubre del 2012 s’havia seleccionat el càsting per als cinc papers principals. A la Comic Con de Nova York, Joss Whedon, Kevin Feige i Clark Gregg van anunciar que Gregg repetiria el seu paper com a agent Phil Coulson de Iron Man, Iron Man 2, Thor, The Avengers i els Marvel One-Shots a l'episodi pilot, i "lideraria" la sèrie.
L'actriu Ming-Na Wen va ser escollida com Melinda May. El mes següent, Elizabeth Henstridge i Iain De Caestecker van ser escollits com Jemma Simmons i Leo Fitz, respectivament, mentre que el nouvingut Brett Dalton va ser escollit com Grant Ward. Al desembre, Chloe Bennet va ser escollida entre més de 400 actrius per interpretar a Skye, la sisena i última protagonista de la primera temporada; el personatge es revela en la segona temporada com Daisy Johnson, i ja no utilitza el nom de "Skye" des de la tercera.
A la San Diego Comic-Con de 2014, Nick Blood va ser anunciat escollit pel paper de Lance Hunter per a la segona temporada, i es va revela que el personatge de Bobbi Morse hi apareixia. En aquest mes d’agost, Henry Simmons es va unir al repartiment com Alphonso "Mack" MacKenzie, un paper recurrent, i Adrianne Palicki va ser escollida com a Morse en un paper convidat, per aparèixer per primera vegada en l'episodi "A Hen in the Wolf House". El mes següent, es va confirmar que el repartiment principal de la primera temporada seria habitual per a la segona temporada, juntament amb Blood. Palicki es va unir a ells amb l'episodi "Aftershocks". Al febrer de 2015, Luke Mitchell va ser escollit com Lincoln Campbell, un paper recurrent per a la segona meitat de la temporada.

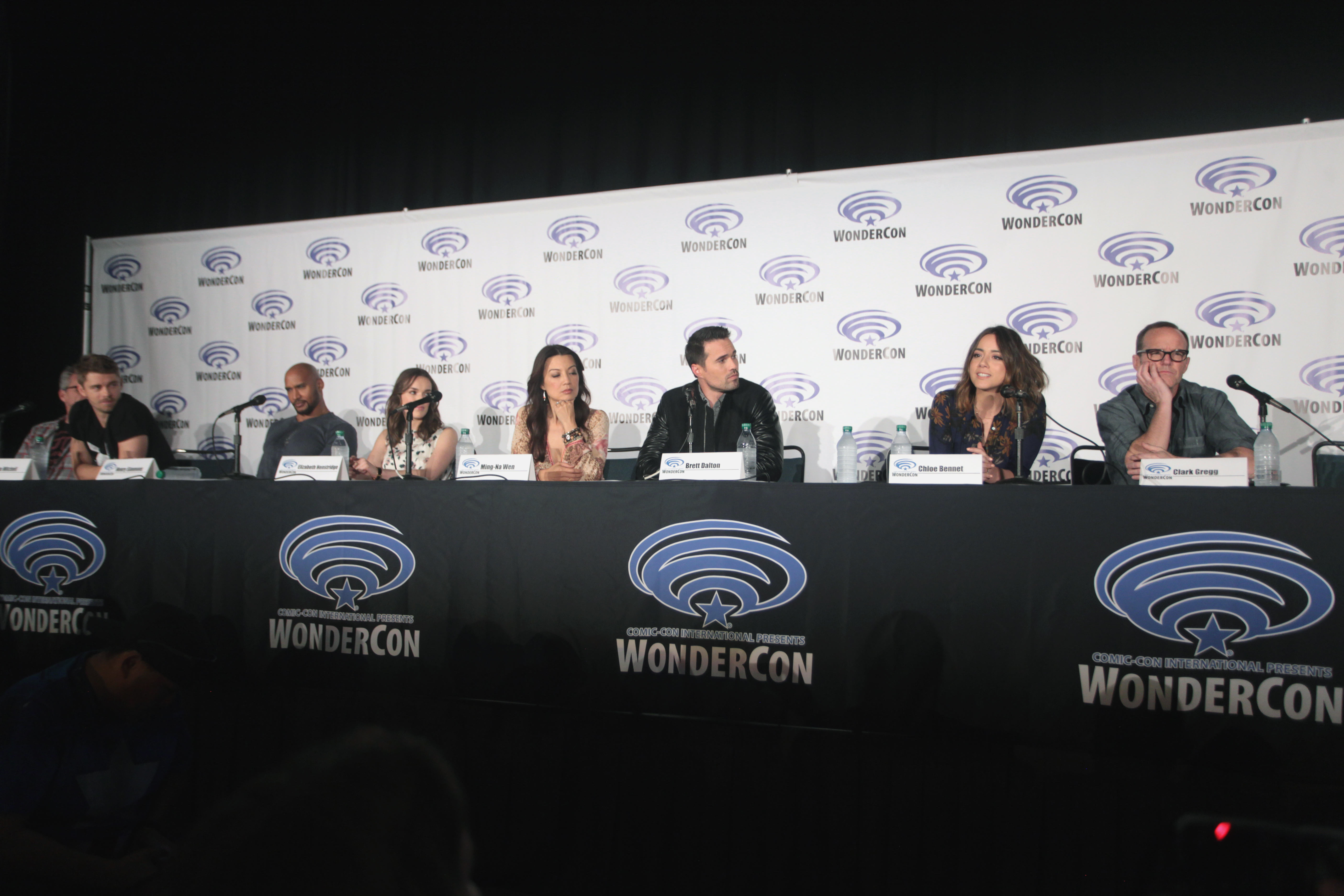
Jeffrey Bell, Luke Mitchell, Henry Simmons, Elizabeth Henstridge, Ming-Na Wen, Brett Dalton, Chloe Bennet i Clark Gregg al Centre de Convencions de Los Angeles, el 2016.

Tots els membres principals del repartiment de la temporada van tornar per a la tercera temporada. amb Simmons i Mitchell s'unint-se a ells, promoguts des dels seus papers recurrents. A l'octubre de 2015, es va introduir l'inhumà Hive; per a la segona part de la temporada tres, posseeix el cadàver de Grant Ward, de nou encarnat per Brett Dalton. També es van introduir Natalia Cordova-Buckley i John Hannah, recurrents com Elena "Yo-Yo" Rodríguez i Holden Radcliffe, respectivament. Blood i Palicki van deixar el repartiment principal després de l'episodi de la temporada tres "Parting Shot", per protagonitzar la sèrie derivada llavors programada Marvel's Most Wanted. Dalton i Mitchell també van sortir després de la mort dels seus personatges al final de la tercera temporada.
Gregg, Wen, Bennet, De Caestecker, Henstridge i Simmons van tornar per a la quarta i la cinquena temporada. Hannah se'ls va unir a la quarta, amb Cordova-Buckley una vegada com personatge recurrent com Rodriguez a la temporada, abans de ser promoguda com personatge regular per a la cinquena temporada. Dalton va tornar com a convidat durant la tercera part de la quarta temporada, mentre que Blood va tornar a la sèrie durant la cinquena temporada. Jeff Ward va ser introduït en la cinquena temporada com el personatge recurrent Deke Shaw.
Wen, Bennet, De Caestecker, Henstridge, Simmons i Cordova-Buckley tornen a la sisena i la setena temporada, i se'ls va unir Ward. Donats els esdeveniments de l'últim episodi de la cinquena temporada, en el qual estava implícita la mort de Coulson, Gregg va assenyalar que "hi ha algun interès a tenir-me involucrat" en la sisena temporada, potencialment amb flashbacks, i tampoc estava segur de si seria un personatge regular de la sèrie, si hagués de tornar, com ho havia estat durant les cinc temporades anteriors. Amb l’anunci de la renovació de la setena temporada, Gregg no figura a la llista del repartiment de la temporada, però Jed Whedon va afirmar l'abril del 2019 que els productors "creuen fermament que qualsevol temporada hauria de comptar amb ell". El final de la sisena temporada va revelar que apareixeria un Life Model Decoy de Phil Coulson a la setena temporada, amb Gregg interpretant la nova versió del seu personatge. Aquesta va ser la solució dels escriptors per recuperar el personatge sense revertir l’aposta de la seva mort després de la cinquena temporada. Tot i ser anunciat com a membre principal del repartiment de la temporada, De Caestecker no apareix als deu primers episodis, ja que treballava en altres projectes, creant conflictes de programació. Whedon va declarar que l'elecció era de De Caestecker, amb Tancharoen afegint "era hora que anés [i] explorés coses noves". De Caestecker va rebre tractament d’estrella convidada per les seves aparicions a la temporada, als crèdits del final dels corresponents capítols.

#### Personatges recurrents

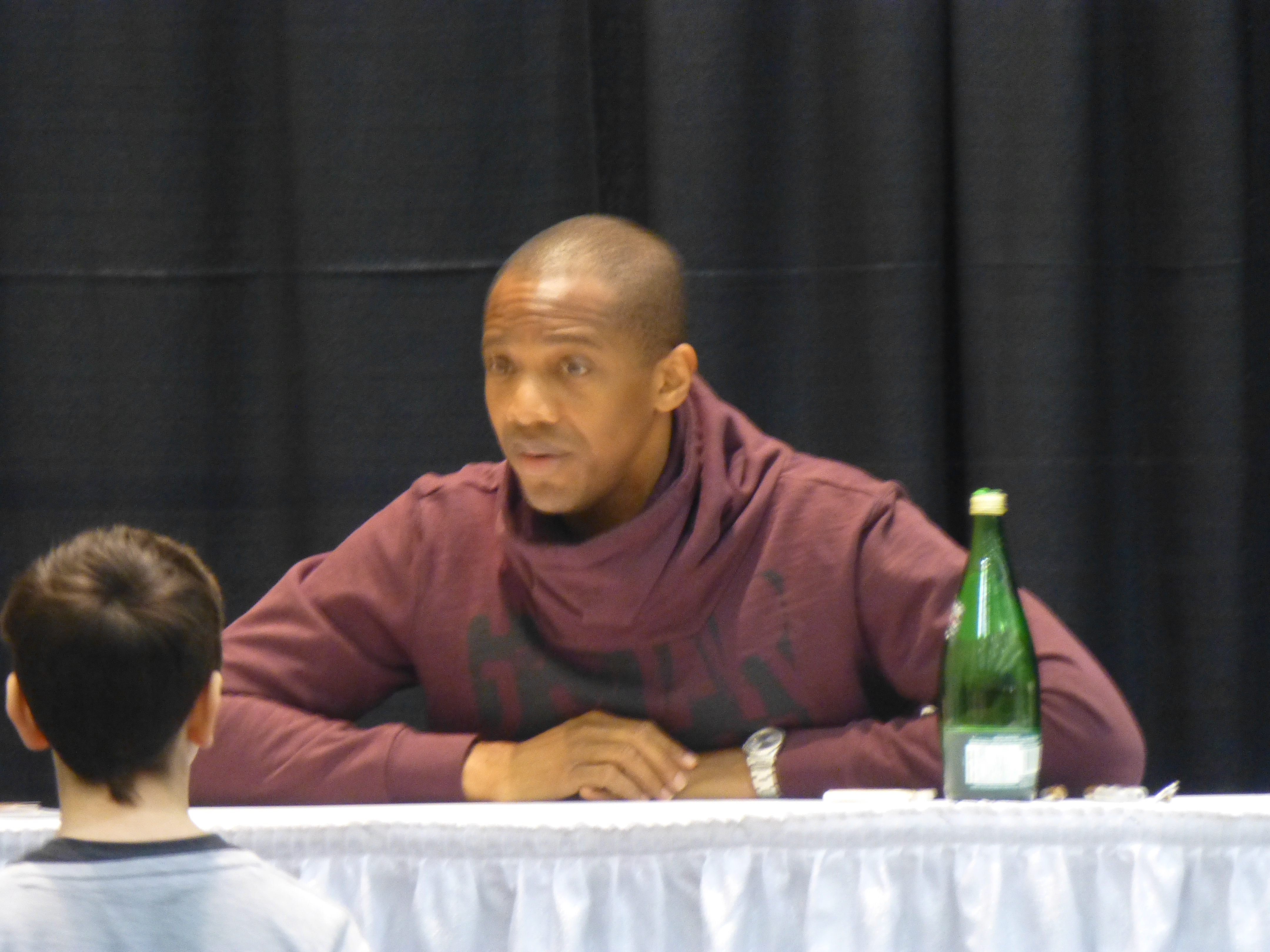
J. August Richards el 2015.

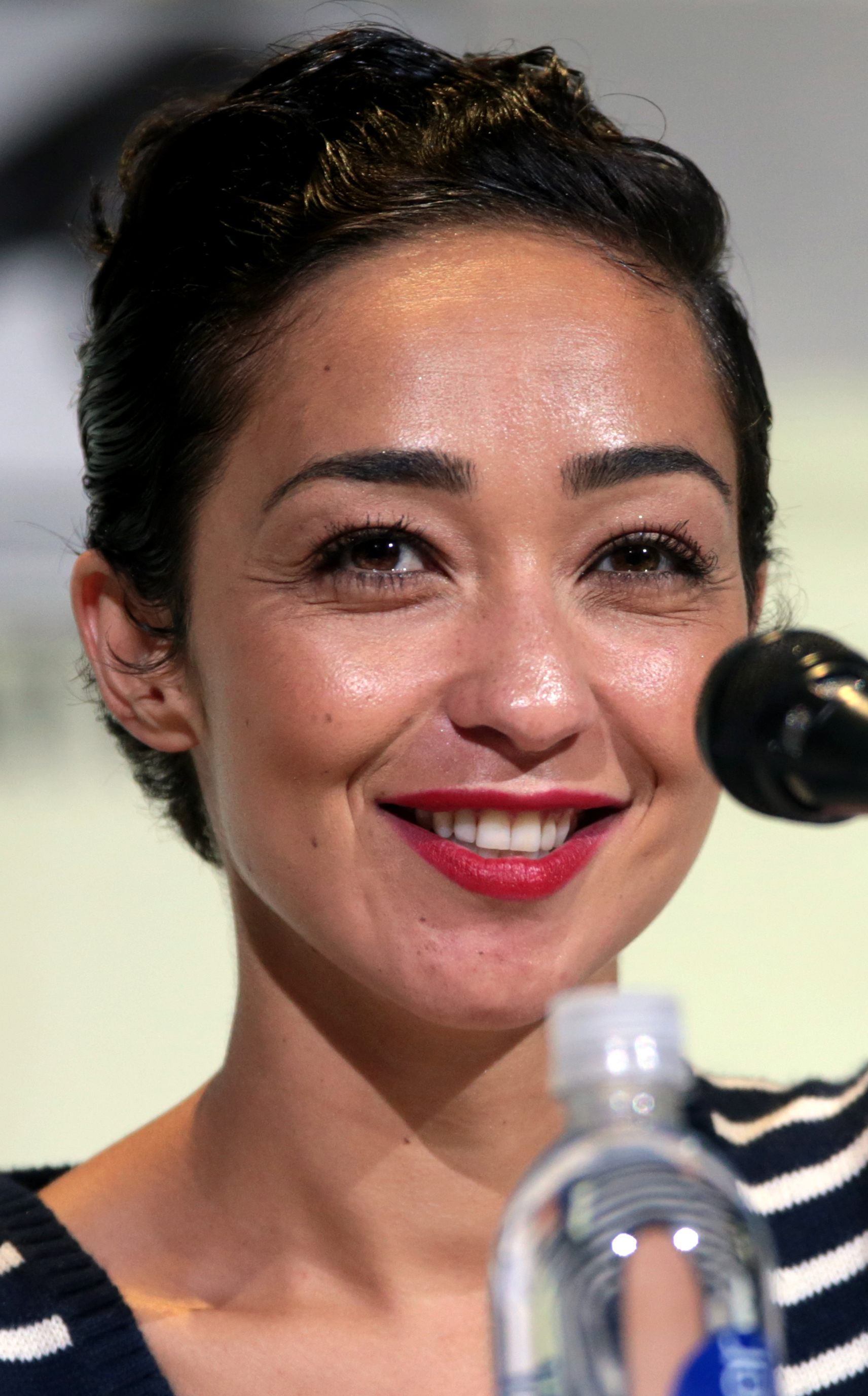
Ruth Negga el 2016.

L'actor J. August Richards interpreta a Mike Peterson, un home corrent que rep superpoders i acaba convirtint-se en el ciborg Deathlok. Cobie Smulders, que va interpretar a l'agent Maria Hill al cine, fou contactada per Marvel per repetir el rol a la sèrie. Durant la Comic-Con de 2013, Whedon va anunciar que la actriu apareixia a l'episodi pilot i seria una estrella invitada en alguns capítols de la primera temporada. L'actor Ron Glass, que va treballar amb Whedon a Firefly, apareix interpretant el Dr. Streiten. Samuel L. Jackson va realitzar un cameo com Nick Fury al final del segon episodi i va tornar per interpretar al mateix personatge al darrer episodi de la primera temporada. Titus Welliver repeteix el seu rol com l'agent Blake del curt de Marvel Item 47 a l'episodi "F.Z.Z.T." i posteriorment a l'episodi "Watchdogs" de la tercera temporada. Maximiliano Hernández i Saffron Burrows debuten a l'episodi "The Hub", amb Hernández repitint el seu rol com l'agent Jasper Sitwell i Burrows interpretant al personatge Victoria Hand, en els dos casos, personatges procedents dels còmics.

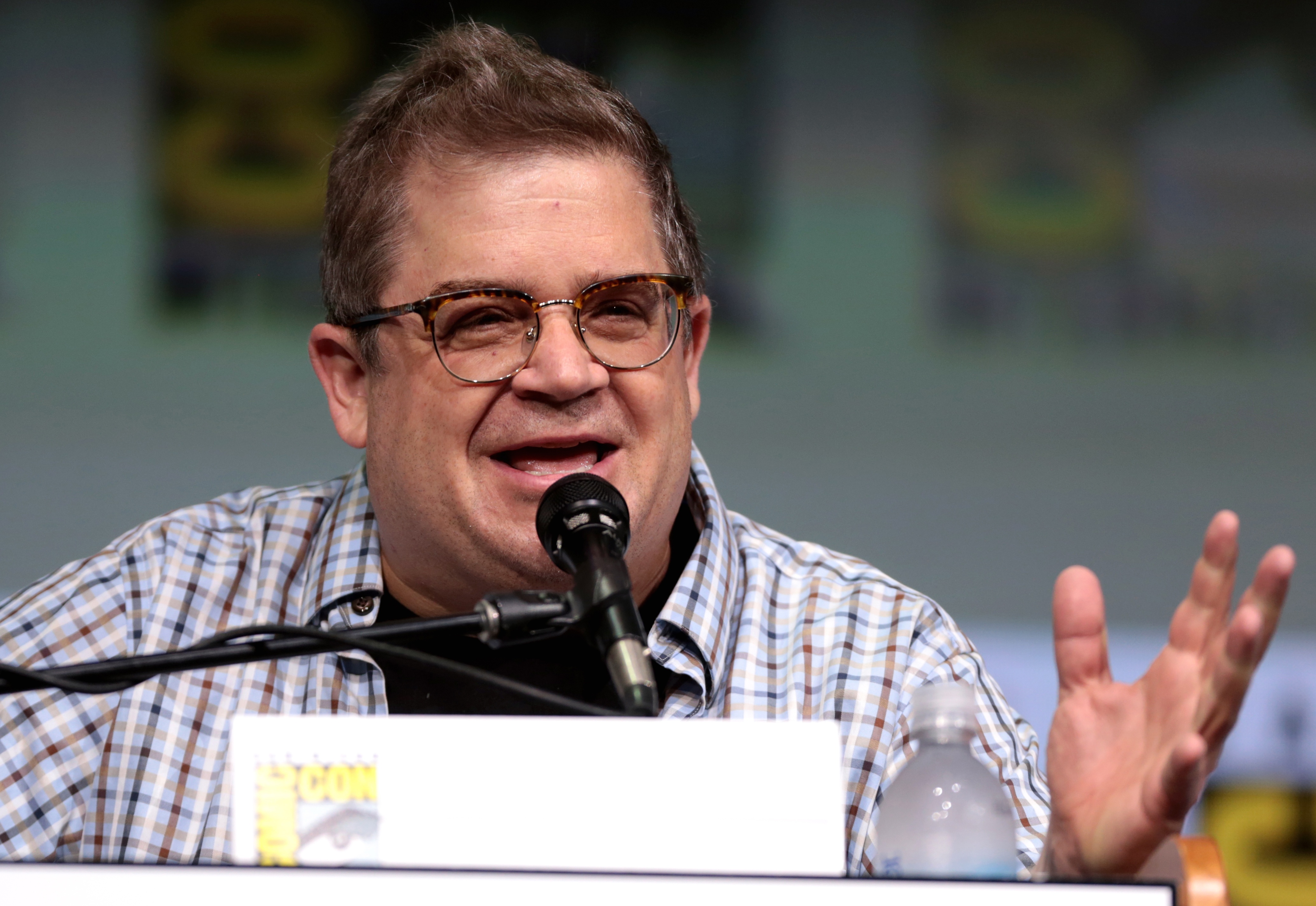
Patton Oswalt el 2017.

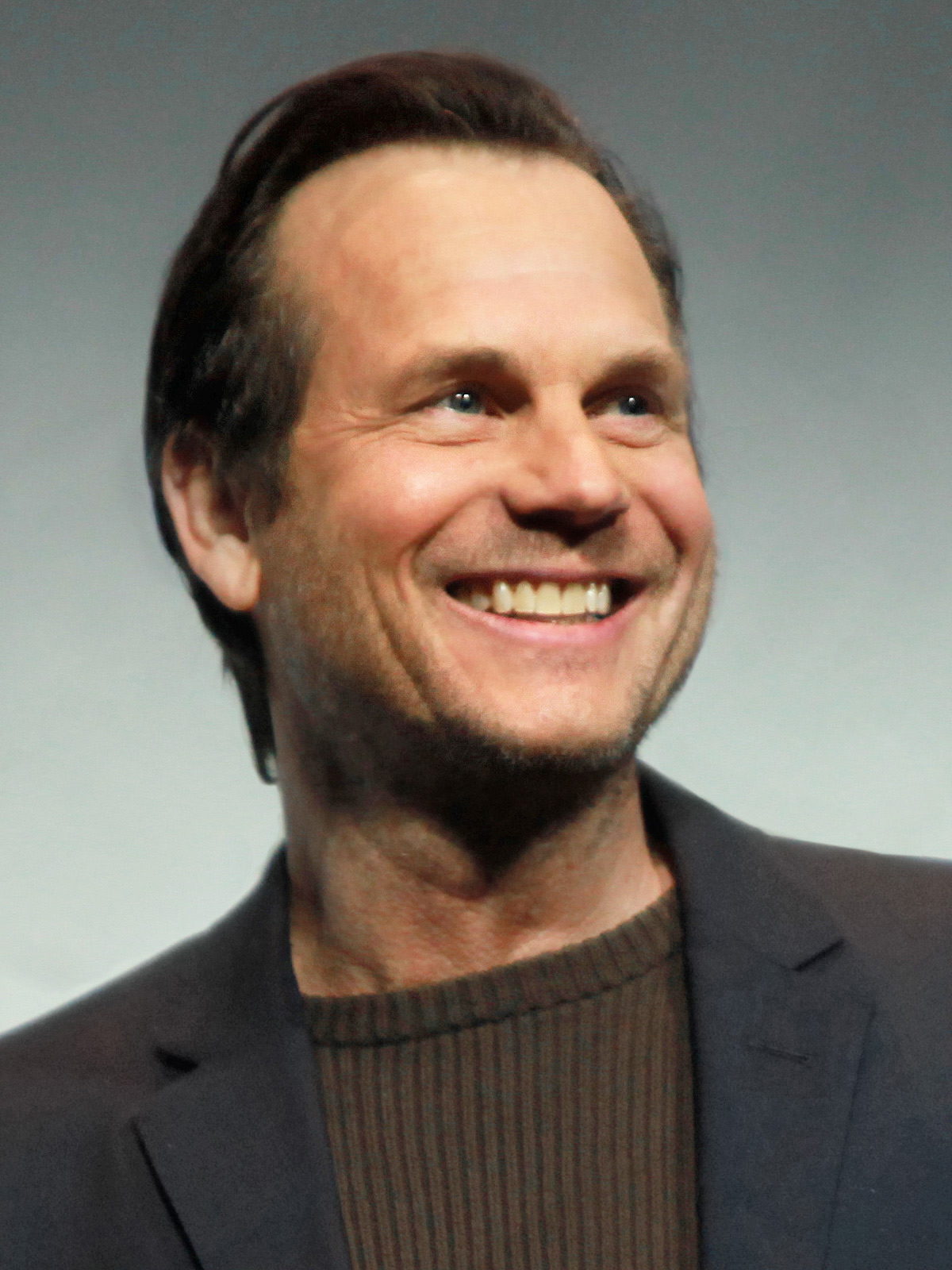
Bill Paxton el 2014.

Al desembre de 2013, es van incorporar dos personatges recurrents a la sèrie amb l'episodi "T.A.H.I.T.I." Els van descriure com "un agent afroamericà especialitzat en combat i armes, i un agent d’alt nivell en municions de S.H.I.E.L.D. amb vincles en el passat amb Coulson i Ward. El gener de 2014, Bill Paxton va ser escollit per interpretar l'agent John Garrett, com a mínim per quatre episodis de la primera temporada. El mes següent, B.J. Britt va ser escollit com l'agent Triplett, associat de Garrett. Jaimie Alexander repeteix el papel de la guerrera asgardiana Sif, que va interpretar a Thor i a Thor: The Dark World, a l'episodi 15 de la primera temporada, en el que rastreja a l'asgardiana Lorelei, interpretada per Elena Satine. Altres personatges recurrents a la temporada van inclure David Conrad com Ian Quinn, Ruth Negga com Raina, Adrian Pasdar com Glen Talbot i Patton Oswalt com Eric Koenig i posteriorment els seus germans.

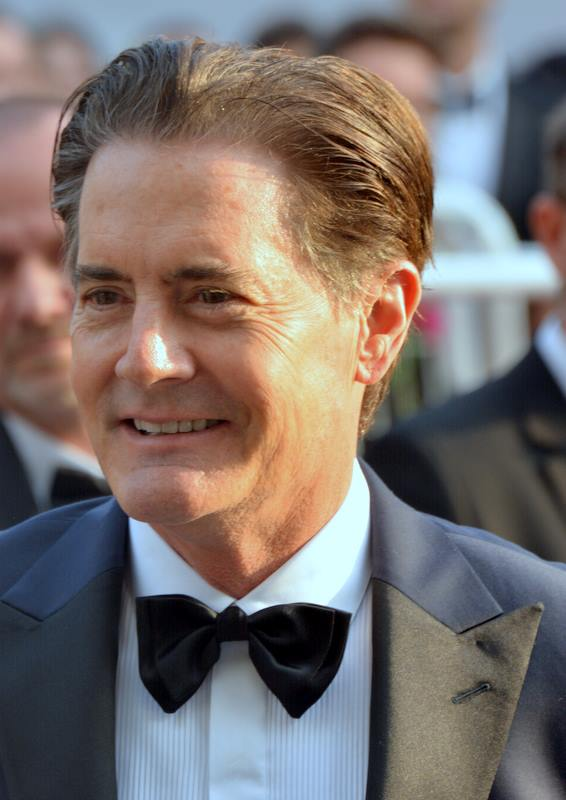
MacLachlan (2017).

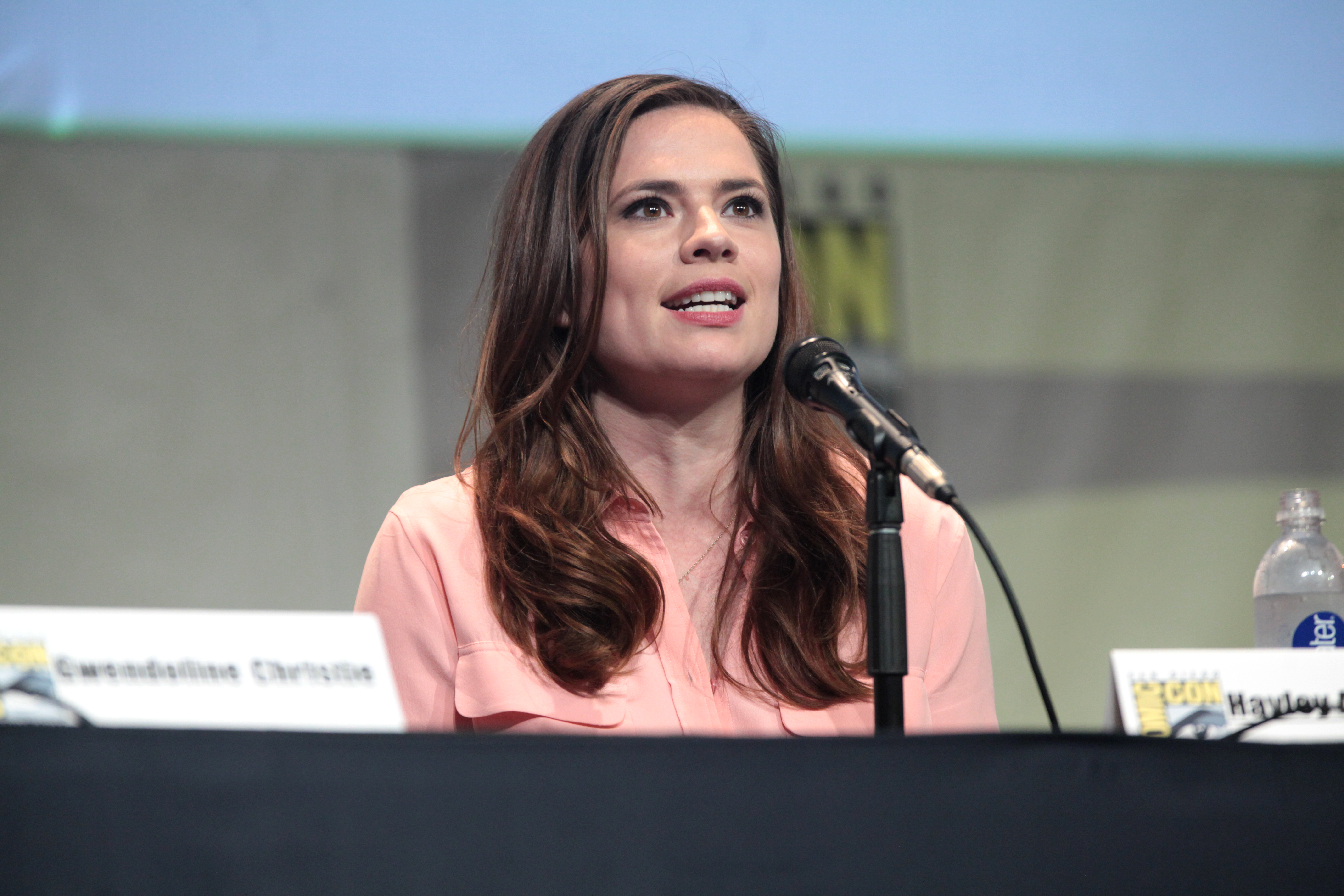
Hayley Atwell el 2015.

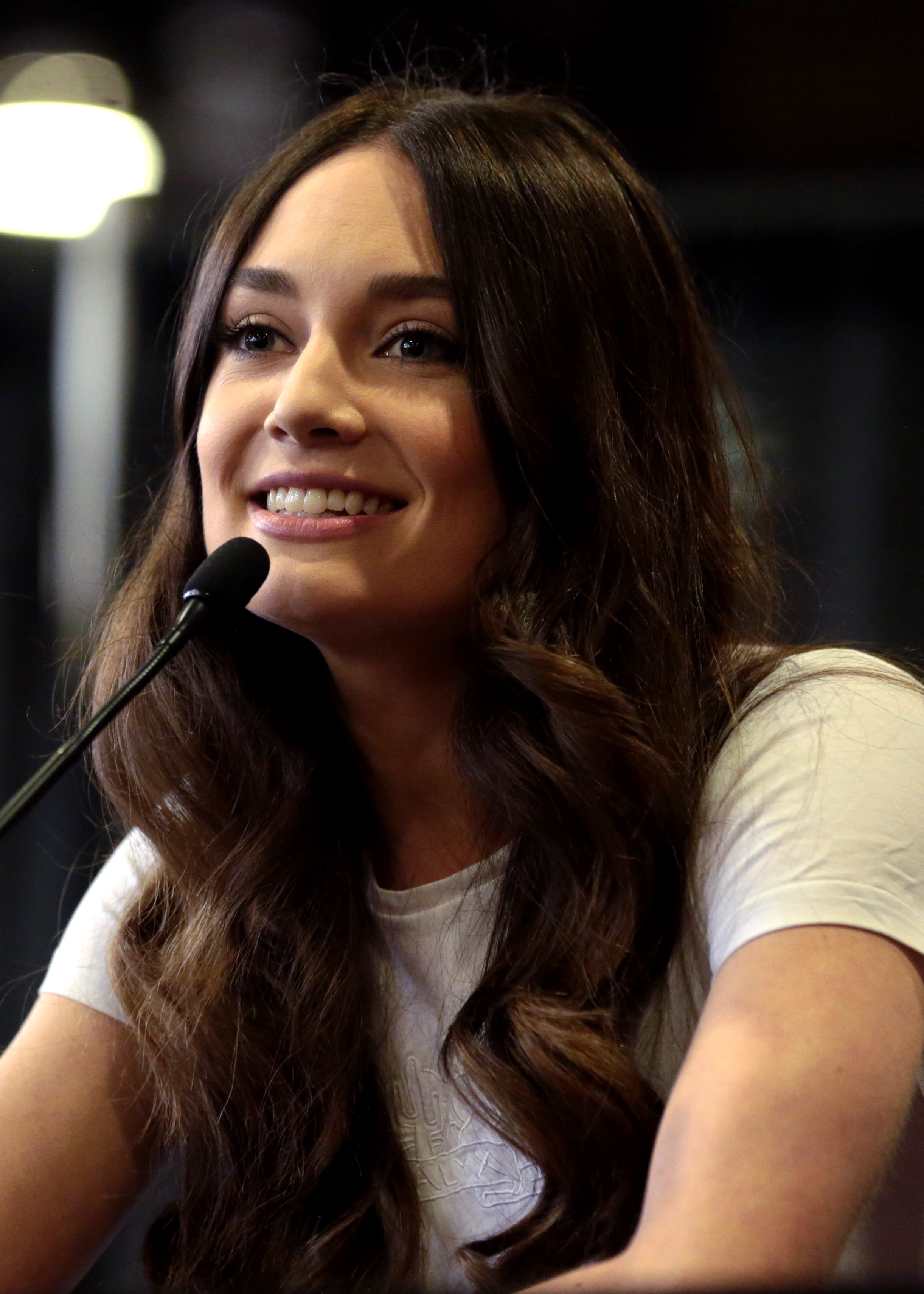
Jansen (2017).

El 22 de juliol de 2014 es va anunciar que l'actriu Lucy Lawless s'uniria al repartiment de la sèrie per donar vida a Isabel Hartley, una veterana agent de S.H.I.E.L.D. El 26 de juliol de 2014 es va anunciar que els actors Reed Diamond i Nick Blood s'havien unit al repartiment recurrent de la segona temporada. Diamond interpreta a Daniel Whitehall, un agent d'HYDRA que persegueix a les seves víctimes sense pietat. El 31 de juliol de 2014 es va anunciar que l'actor britànic Simon Kassianides donaria vida a Sunil Bakshi. A l'agost, es va ser anunciar que Kyle MacLachlan encarnaria al pare de Skye, en un paper recurrent. Al desembre es revelaria que es tractava d'un personatge consegut de l'Univers Marvel: Calvin Zabo, "Mister Hyde". Durant la temporada també es descobriria la identitat de Skye com un altre personatge ja conegut dels còmics: Daisy Johnson. Les seves versions de l'Univers Marvel també es veurien afectades per aquesta revelació i Daisy passaria a tenir a Mister Hyde com pare.

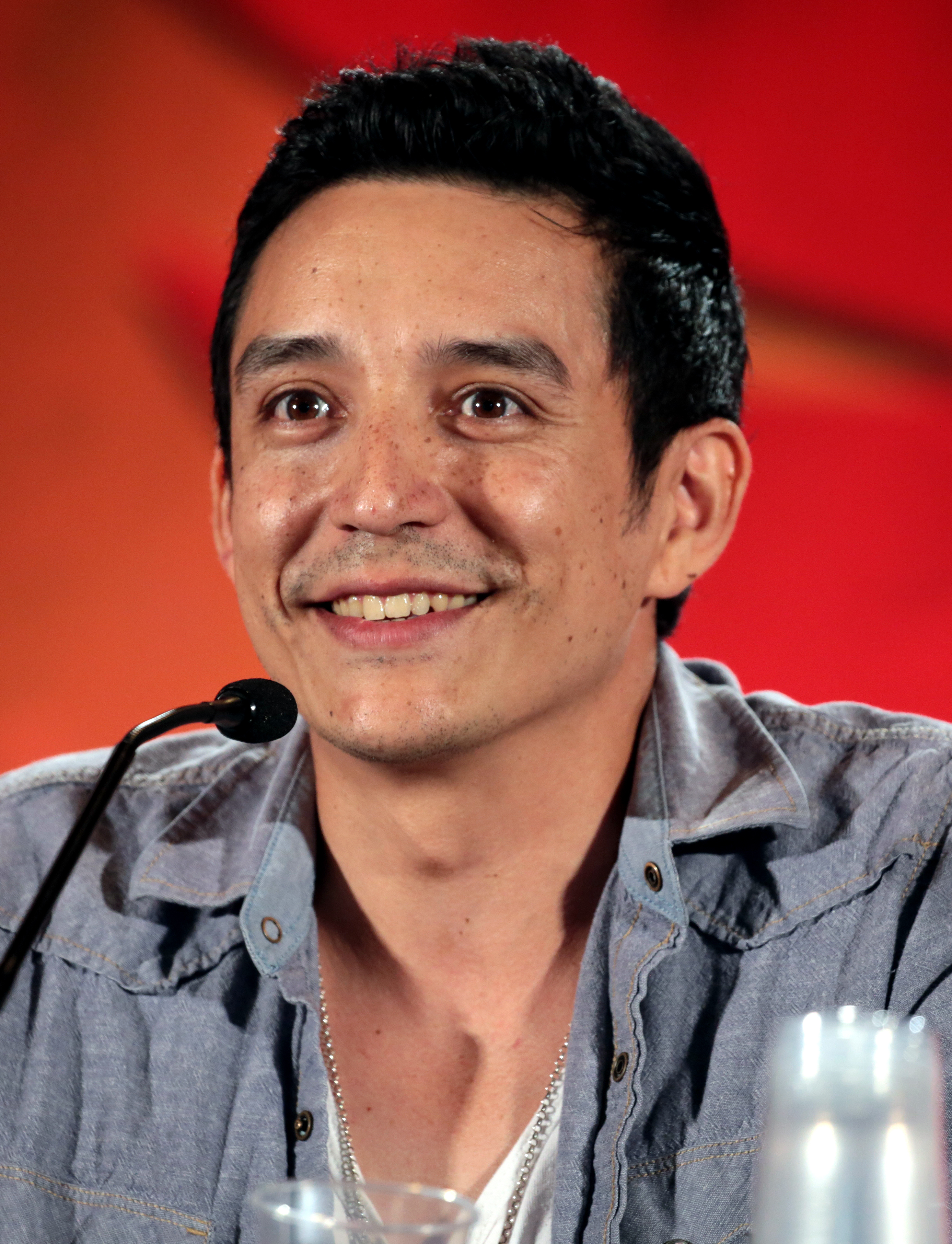
Gabriel Luna el 2017.

A més, Hayley Atwell, Kenneth Choi, Henry Goodman, i Neal McDonough van reprendre els papers de Peggy Carter, Jim Morita, Dr. List, i Timothy "Dum Dum" Dugan, respectivament, durant la temporada. Atwell protagonitzaria el 2015 la primera sèrie derivada de Marvel's Agents of SHIELD: Marvel's Agent Carter.
El juliol de 2015, es va confirmar que apareixeria l'inhumà Lash durant la temporada, mentre s'anunciava a Andrew Howard i Constance Zimmer com Luther Banks i Rosalind Price, respectivament. L'agost de 2015, es va fer pública l'elecció de Matthew Willig com Lash, i Juan Pablo Raba va ser anunciat com un altre inhumà, Joey Gutierrez. El mes següent, es va anunciar a Powers Boothe com Gideon Malick, i a l'octubre es va anunciar a Mark Dacascos en el "molt recurrent" paper de Giyera. En aquesta temporada es van incorporar Natalia Cordova-Buckley i John Hannah en papers que creixerien en la següent temporada.

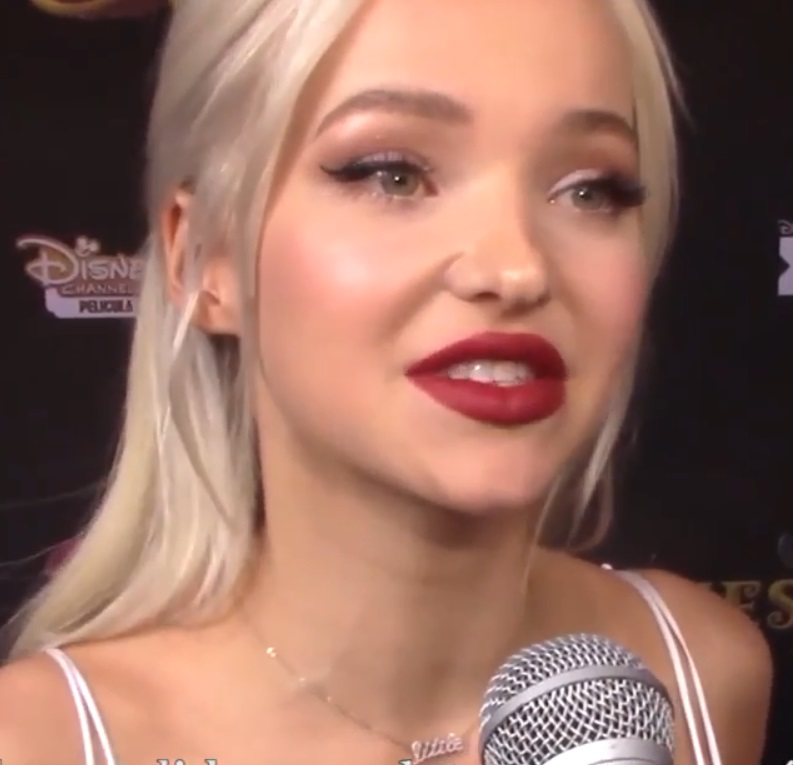
Dove Cameron el 2017.

Per a la quarta temporada, es va anunciar el fitxatge de Gabriel Luna per encarnar a «Robbie» Reyes / Ghost Rider a la Comic-Con de 2016. L'actor Lorenzo Henrie es va sumar en el papel de Gabriel «Gabe» Reyes, el seu germà discapacitat. Al juny, la sèrie buscava una actriu pel paper recurrent d’Aida, un robot amb intel·ligència artificial que havia estat interpretat breument per Amanda Rea al darrer episodi de la tercera temporada; Mallory Jansen va ser escollida pel paper a l'agost. Jansen també va interpretar Agnes Kitsworth, l'antiga amant i sòcia de Radcliffe a partir de la qual va modelar Aida. A la realitat del Framework reality, Aida apareix com Madame Hydra, també interpretada per Jansen. Altres actor recurrents van ser Lilli Birdsell com Lucy Bauer, Jason O'Mara com Jeffrey Mace, el nou director of S.H.I.E.L.D.; Parminder Nagra com Ellen Nadeer, política anti-inhumans; i Patrick Cavanaugh com l'agent Burrows de S.H.I.E.L.D.

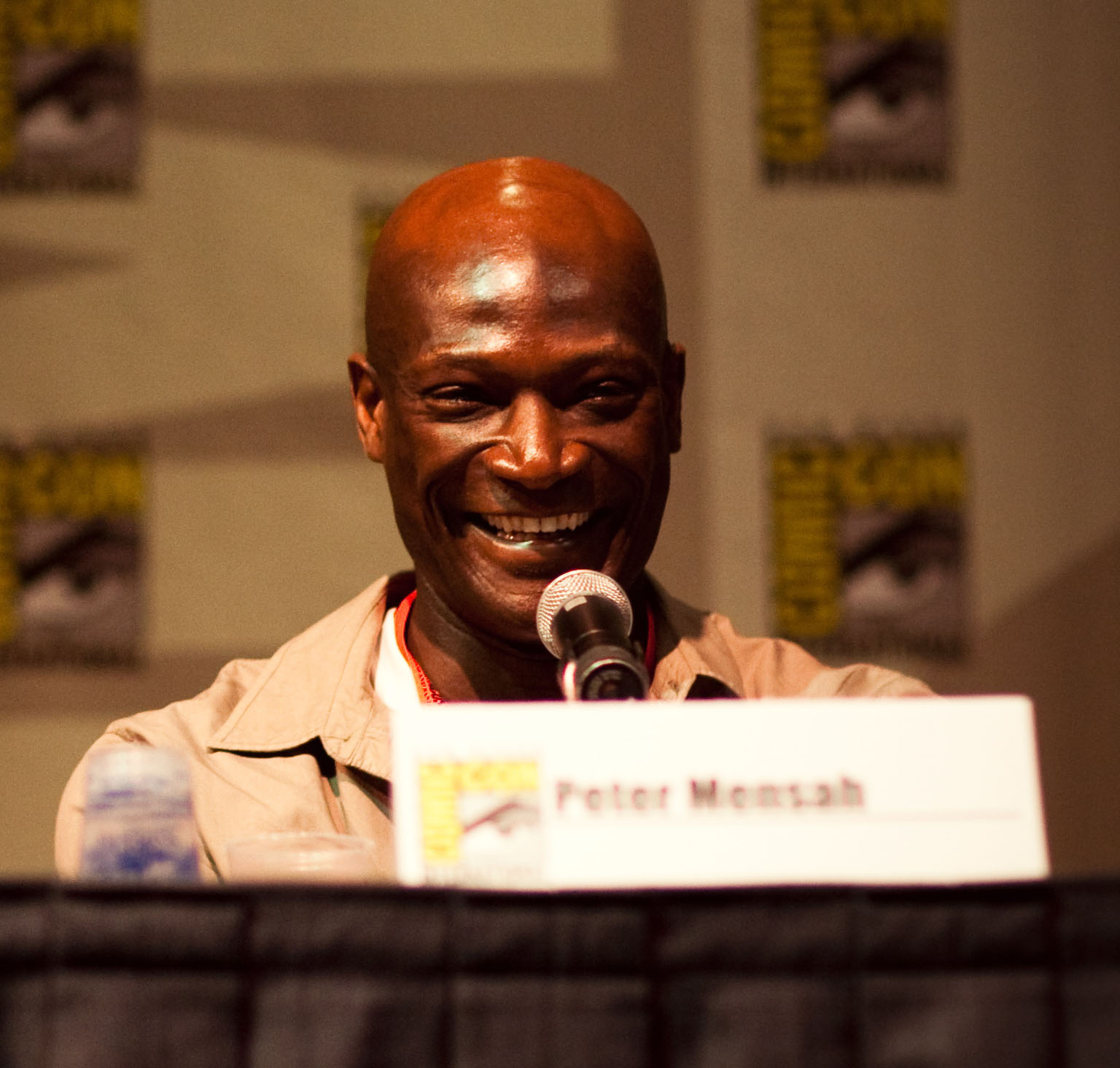
Peter Mensah el 2009.

Per a la cinquena temporada, es va anunciar el retorn de Nick Blood per reprendre el seu paper com Lance Hunter. Blood havia deixat la sèrie durant la tercera temporada per coprotagonitzar la sèrie derivada Marvel's Most Wanted, que mai es va dur a terme. També tornant de temporades anteriors eren Joel Stoffer com Enoch, que havia estat acreditat simplement com "silhouetted man" (l'home encontornat) a la seva aparició prèvia, i Lola Glaudini com Polly Hinton. La filla de Polly, Robin, també apareix, interpretada per diverses actrius, A l'octubre es van fer públiques les incorporacions d'Eve Harlow com Tess, Coy Stewart com Flint, i Pruitt Taylor Vince com Grill. El següent mes, Marvel va revelar que Dove Cameron s'havia unit, el que al mes de gener de 2018 es va concretar en el paper de Ruby, la filla de la General Hale interpretada per Catherine Dent. Altres personatges recurrents de la temporada van incloure Dominic Rains com Kasius, Florence Faivre com Sinara, Tunisha Hubbard com Ava, Shontae Saldana com Candice Lee, i Peter Mensah com Qovas.

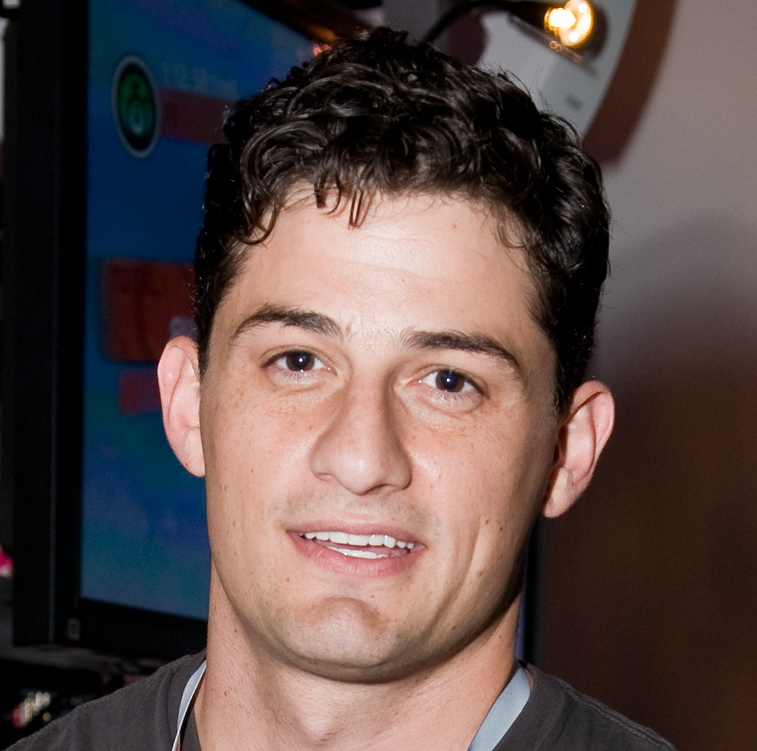
Enver Gjokaj el 2011.

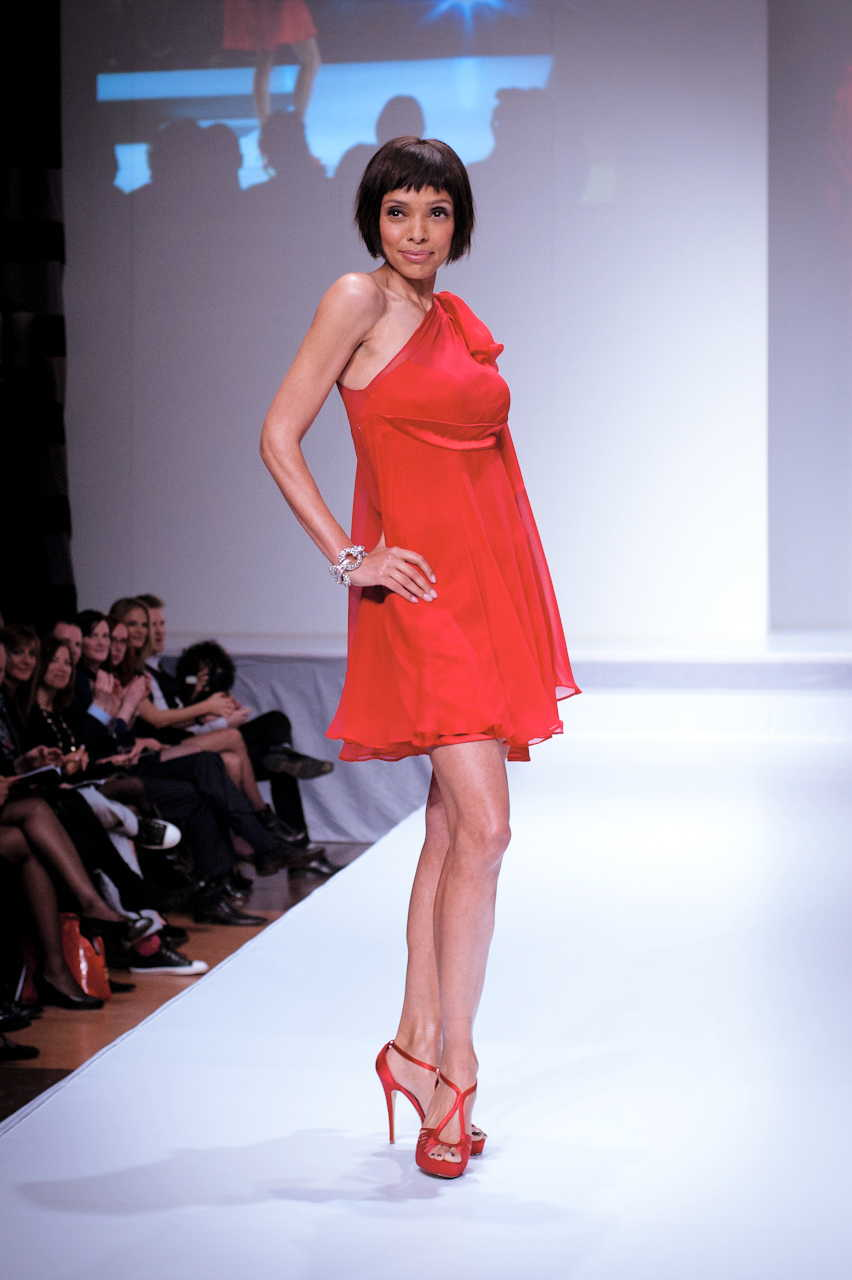
Tamara Taylor el 2012.

Joel Stoffer va tornar a la setena temporada en el paper recurrent d’Enoch, mentre Tobias Jelinek va aparèixer com l'enemic Chronicom Luke, i Tamara Taylor va interpretar la Chronicom predictora Sibyl. La setena temporada introdueix el personatge de Wilfred "Freddy" Malick, pare de Gideon Malick que apareix a la tercera temporada. Wilfred és interpretat per Darren Barnet el 1931 i per Neal Bledsoe a partir de 1955. Cameron Palatas reprén el seu paper de jove Gideon Malick de la tercera temporada, mentre Thomas E. Sullivan pren el del altre fill de Wilfred, Nathaniel, que havia sigut interpretat per Joel Dabney Courtney a la tercera temporada. L'agost de 2019, es va informar que Hayley Atwell reprenia el seu paper de Peggy Carter juntament amb Enver Gjokaj com a agent Daniel Sousa de la sèrie Agent Carter. Atwell posteriorment va negar que estés involucrada amb la darrera temporada, mentre que l'elecció de Gjokaj va ser confirmada l'abril de 2020. Whedon i Tancharoen ja havien treballat prèviament amb Gjokaj a Dollhouse i estaven encantats d'explorar el seu personatge a S.H.I.E.L.D.. Bell va dir que Sousa es veuria amb una "llum diferent" durant la temporada. Whedon va afegir que tenir Sousa permet a Coulson, un "fanboy de la història de S.H.I.E.L.D.", interactuar amb aquesta història. A més, Dianne Doan és un personatge recurrent com a Kora, germanastra de Daisy.

### Disseny

#### Vestuari

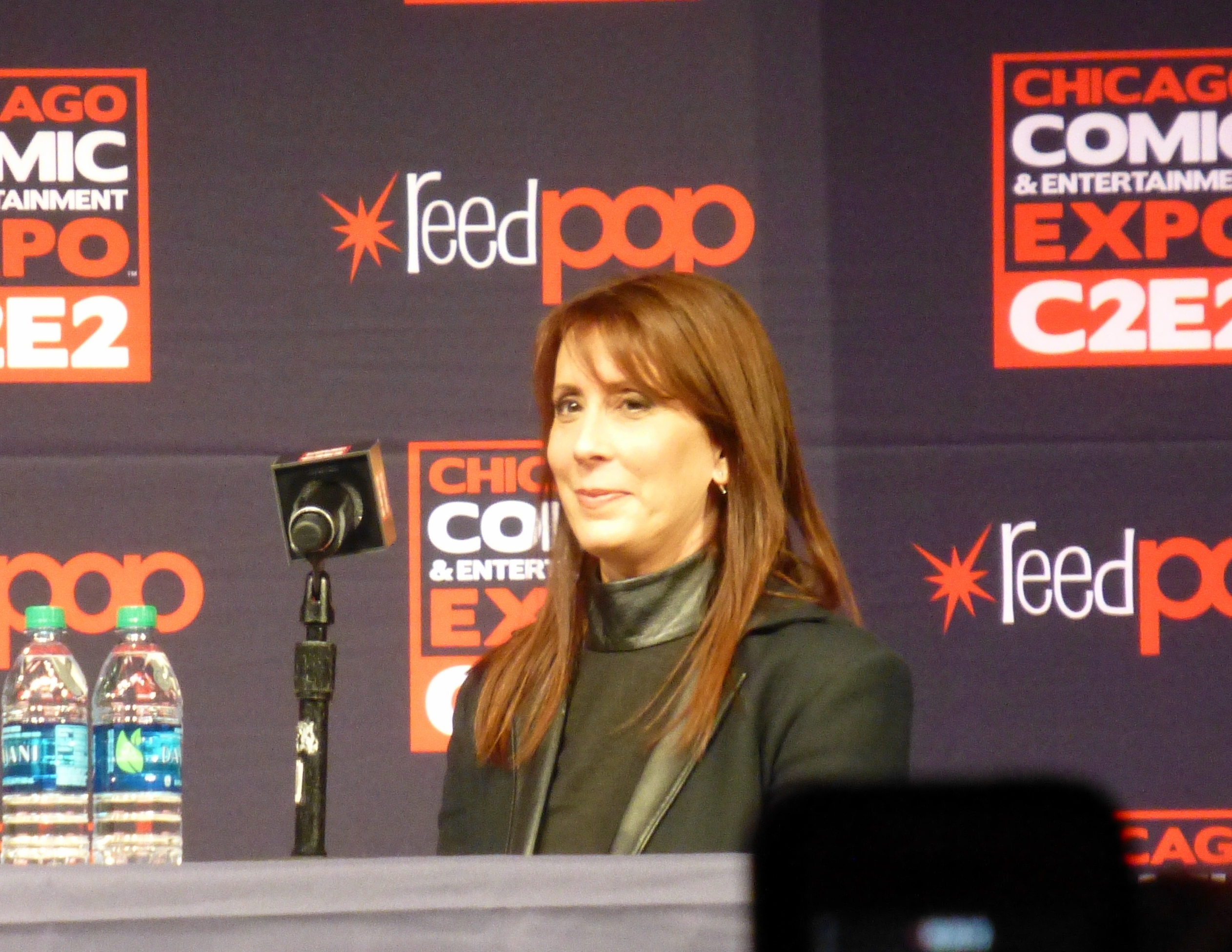
Ann Foley el 2015.

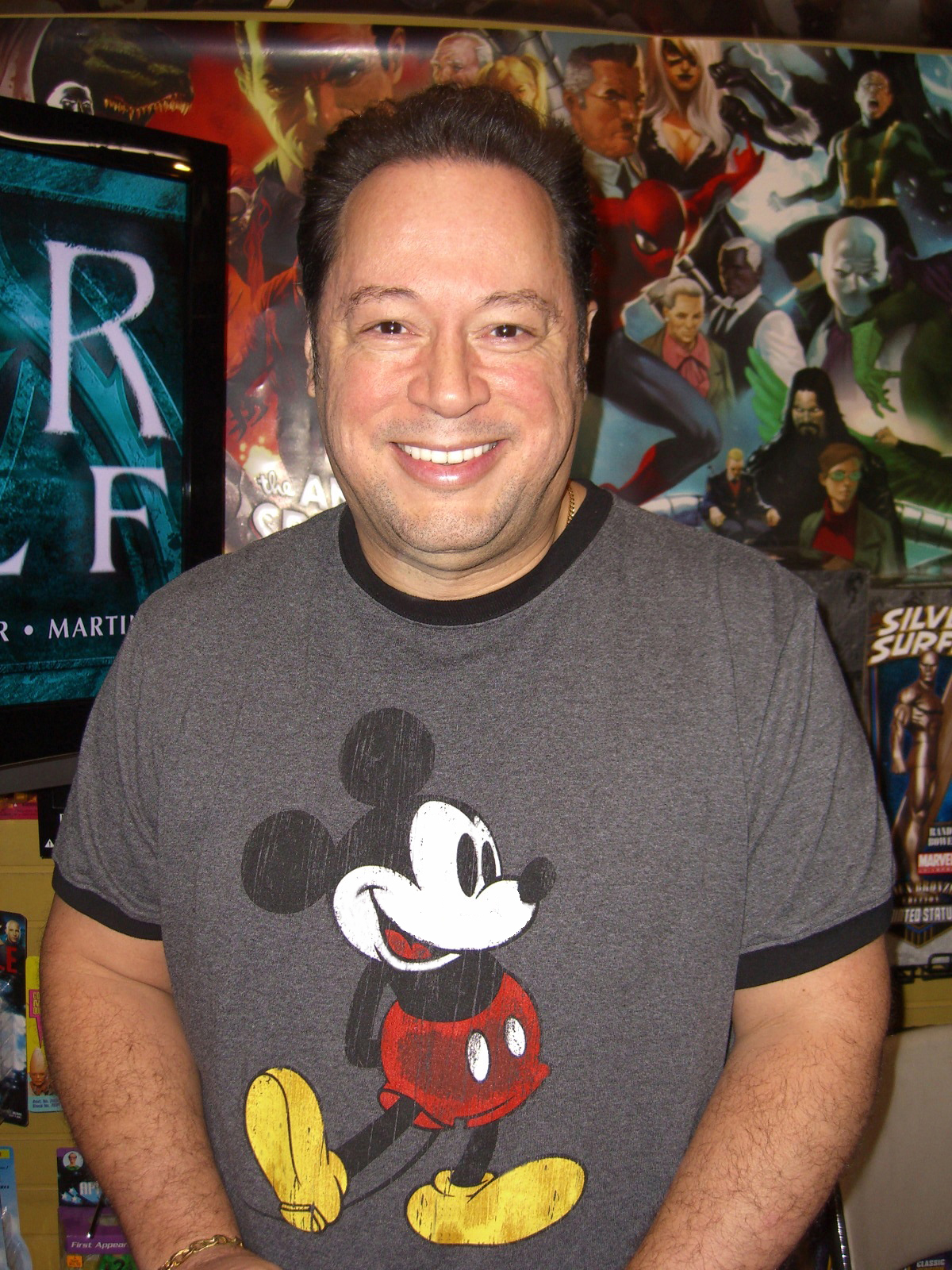
Joe Quesada el 2010.

Betsy Heimann va ser el dissenyador del vestuari de l'episodi pilot, però va deixar la sèrie a causa dels compromisos cinematogràfics. La dissenyadora auxiliar de vestits, Ann Foley, es va fer càrrec dels episodis posteriors i va treballar en estreta col·laboració amb Tancharoen per crear "personatges molt forts i diferents", que "van evolucionant juntament amb el programa". Foley també va aportar als artistes conceptuals Phillip Boutte Jr. i Josh Shaw per ajudar en el procés de disseny. Foley va veure totes les pel·lícules del MCU, prestant especial atenció a The Avengers i també es va inspirar en pel·lícules com Skyfall i Mission Impossible: Ghost Protocol. L’octubre del 2016, Foley va dir que estava seguint específicament l'estètica de Captain America: The Winter Soldier, "Per tant, qualsevol vestit ha d’estar dins d’aquest món que hem establert i ha d’adaptar-se a aquesta aspecte tàctic." Sobre la varietat de vestuari creat per a cada personatge, Foley va preferir col·locar peces als "armaris" dels personatges, ja que "no és una desfilada de moda ... un tipus com Ward no tindrà vint jaquetes al seu armari. Tindrà un que utilitzi tot el temps. "
Després de llegir cada guió, Foley faria la seva pròpia investigació, abans de parlar de l'aspecte de l'episodi amb els escriptors. Després estudia els còmics, la moda general i la història per obtenir un aspecte reconeixible pels fans, però que encaixi en el món més realista de la sèrie. Els vestits són fets a mida o comprats i els actors se'ls adeqüen abans de filmar. Aquest procés era sovint difícil a causa del calendari de vuit dies per episodi de la sèrie. Foley va afirmar que tots els vestits requereixen un temps similar per ser creats, tant si estaven basats en els còmics o no. El CCO de Marvel Joe Quesada està involucrat en el procés d'aprovació del vestuari de caràcters preexistents, incloent el vestit de Daisy Johnson com Quake que es presenta a la tercera temporada, el qual incorpora elements de la versió dels còmics del personatge, i tenia la intenció de demostrar que Quake "podria fàcilment formar part dels Venjadors". Foley va prendre mesures per diferenciar el vestit de Quake dels vestits de Scarlett Johansson de la Vídua Negra de les pel·lícules. Foley també tenia la fermesa de no sexualitzar personatges com Quake per demostrar que "aquests personatges no han de ser sexualitzats, que són dones poderoses i fortes" i han evitat "molt escot, no veieu tacons alts. Es tracta de practicitat."
Els vestits passen per una evolució natural de la sèrie. Hi ha un canvi al final de la primera temporada amb un aspecte més fosc, i tots els personatges han "crescut definitivament" durant la segona temporada. A la tercera temporada hi ha un altre canvi: "del grup de soldats i científics fins a [un] equip militarista més precís". Aquest canvi es reflecteix també en la paleta de colors de la sèrie. des de "un to molt més lleuger, molts més patrons" en la primera temporada per haver "despullat una mica de color" per la tercera. Malgrat aquesta creixent foscor en els vestits, Foley pretenia definir cada personatge a mesura que eren introduïts i fent que sempre fossin reconeixibles i identificables. Amb l'inici de la quarta temporada, Foley va dir que "cada temporada definitivament té la seva pròpia sensació i aquesta temporada no serà diferent. Crec que veureu algunes subtils diferències en els vestits dels personatges"; sentia que Fitz i Simmons, en particular, havien obtingut "un look més adult", mentre que tot el repartiment tenia "una aparença civil bastant específica" que es faria més destacada com S.H.I.E.L.D. es torna a legitimar i es torna més públic. Foley va deixar la sèrie després del tretzè episodi de la quarta temporada, per treballar en una adaptació televisiva de "Altered Carbon", i va ser substituïda per Amanda Riley, qui va utilitzar la seva experiència anterior recreant vestits per "barrejar-se" amb la mirada establerta per Foley.
Foley va tornar per als dos primers episodis de la cinquena temporada, abans de trasparar-ho a Whitney Galitz, que havia ajudat a Foley en les temporades anteriors, i Christann Chanell. Galitz va acabar convertint-se en l'única dissenyadora de vestuari de la sèrie, abans que se li unís Jessica Torok durant la setena temporada. Torok es va fer càrrec de la segona meitat de la temporada després que Galitz abandonés la sèrie per donar a llum a la seva filla.

#### Efectes pràctics
El departament d'utillatge teatral de la sèrie està dirigit per Scott Bauer. L'episodi pilot introdueix les armes que emeten cartutxos incapacitants ICER (Incapacitating Cartridge Emitting Railgun) o les de tranquil·litzants, utilitzades sovint pels agents, amb Joss Whedon encarregant a Bauer el disseny amb aspecte de ciència-ficció que incloïen una arma llarga semblada a un rifle. La sèrie més profunda dels ICERs era més subtil, amb Bauer usant armes d’aire lliure capaces de disparar a altres amb seguretat a curta distància. Els departaments d’efectes visuals afegeixen fogonades específiques de les ICER. Bauer va tornar a utilitzar els rifles ICER en temporades posteriors pel personatge de Mack. Els cristalls de terrigen que desbloquegen les habilitats inhumanes de la sèrie s'imprimeixen en 3D a partir de resina sòlida i després es modifiquen amb detalls addicionals. Els efectes pràctics addicionals i els accessoris són creats per Legacy Effects, que també treballen en les pel·lícules MCU, amb la creació destacada dels guants de Daisy Johnson per a la tercera temporada. El maquillatge protèsic per a la sèrie està dissenyat conjuntament amb Glenn Hetrick d’Optic Nerve Studios. Hetrick va començar a treballar en la sèrie a la segona temporada, per crear l'aspecte inhumà de Raina, i va tornar per a la tercera temporada per dissenyar i crear els inhumans d'aspecte més "únic", com Lash.

### Filmació
La producció de l'episodi pilot va tenir lloc de forma gairebé íntegra a Los Angeles per acomodar la programació de Joss Whedon, mentre que la resta de la sèrie es va gravar principalment a Culver City, a Califòrnia. La filmació addicional ha tingut lloc a tot el món, incloent Caldes de Montbui, Sevilla, ParísEstocolm i Vell San Juan, a Puerto Rico. La sèrie es filma amb càmeres Arri Alexa, amb David Boyd com a director de fotografia al pilot, i Feliks Parnell, Jeff Mygatt i Allan Westbrook fent-ho al llarg de la resta de la sèrie.  Garry Brown és el director de la segona unitat, amb acrobàcies coordinades per Tanner Gill. La sèrie s’ha rodat amb Resolució 2k.

### Efectes visuals
FuseFX és el proveïdor principal d’efectes visuals per Agents of S.H.I.E.L.D., amb treball addicional de Pixomondo, Cosa, Greenhaus GFX, Lion VFX i Synaptic. La sèrie té de 80 a 150 efectes visuals per episodi, amb una feina de 10 a 12 dies pels efectes d’un episodi un cop s’han rebut les planxes de fons de la filmació. Això equival a aproximadament 2.000 efectes visuals per temporada. Mark Kolpack és el supervisor d'efectes visuals de la sèrie. David Altenau va ser el supervisor intern de FuseFX per l'episodi Pilot fins l'episodi vuit, amb Kevin Lingenfelser prenent el relleu per a episodis posteriors. El productor VFX, Andrea D'Amico, es va unir a l'equip de FuseFX per treballar a la sèrie el desembre de 2015. Es van establir dos equips de producció i creatius separats per treballar en el programa i productors, compositors i diversos artistes van poder alternar episodis, el que era important perquè la majoria dels episodis havien de treballar-se simultàniament, dos o tres alhora.

### Música

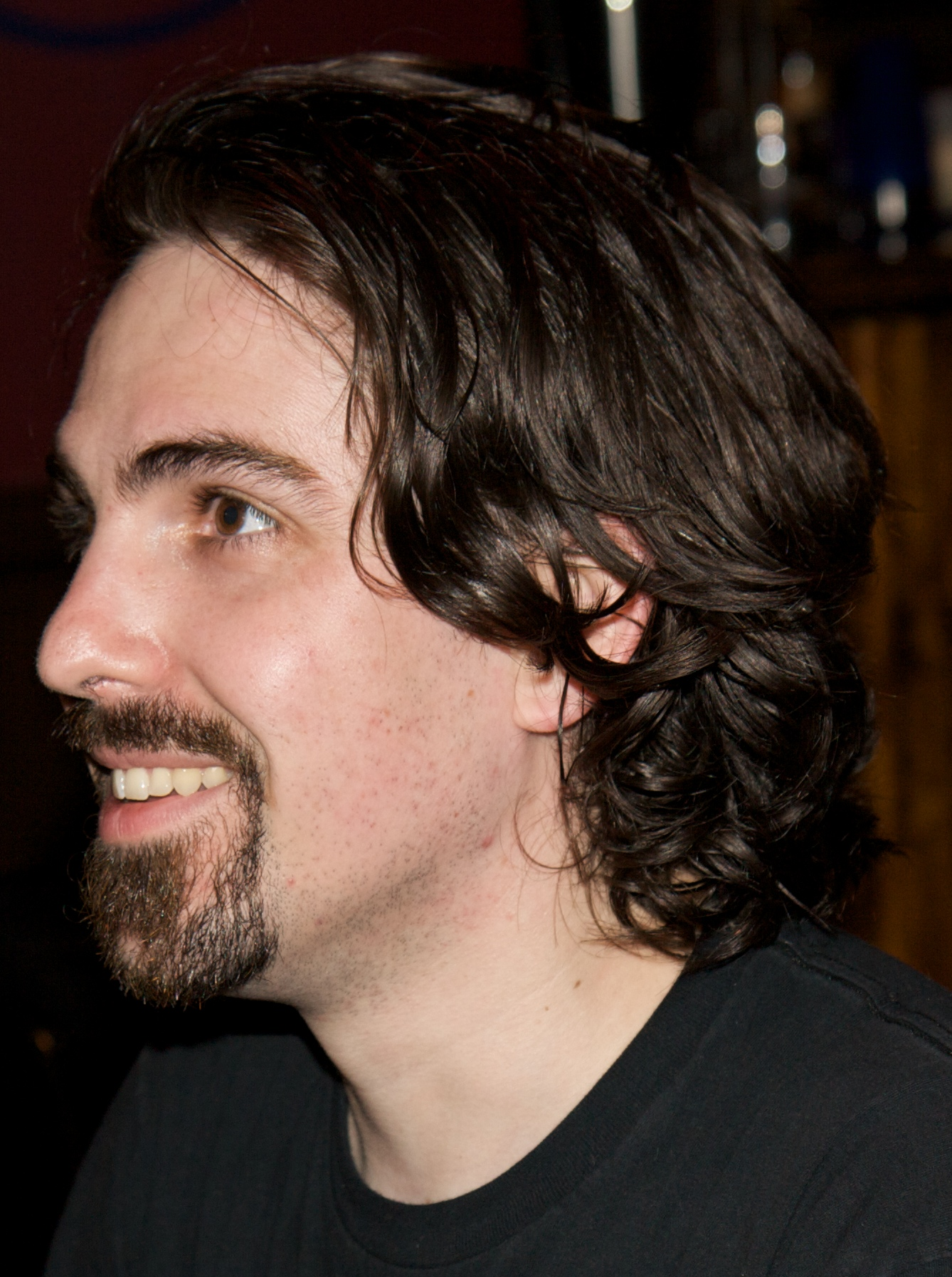
Bear McCreary el 2009.

Bear McCreary va confirmar que ell compondria la música per la sèrie el juliol de 2013. A diferència d'algunes de les seves anotacions anteriors, ABC i Marvel van permetre a McCreary treballar amb una orquestra simfònica completa, incloent normalment 50 ó 70 intérpretes, amb més de 90 per episodis "importants". També s’utilitzava una programació de sintetitzadors complexos per donar a la partitura "un aspecte modern". Donat que Marvel's Agents of S.H.I.E.L.D. va ser la primera sèrie de televisió del MCU, McCreary sentia que hi havia "una sensació que havia de connectar-se" al so consistent de l'orquestra de les pel·lícules, però vist a través d'una lent de televisió. McCreary va compondre de mitjana 30 minuts de música per episodi. Crear el tema principal de la sèrie, que McCreary també va veure com a tema de Coulson, va ser un procés que va tenir molta col·laboració amb els productors executius, que volien un so específic: "alguna cosa gran, que ... pertanyia al Marvel Cinematic Universe "però també" íntim perquè aquests no són superherois, són gent normal ". McCreary va haver de treballar més per fer sentir el tema, atès que la mostra no té una seqüència de títols tradicionals. A la tercera i quarta temporada, McCreary va assenyalar que "la música es va fer una mica més intensa i es va gestionar de manera més electrònica ... L'electrònica es va moure a l'avantguarda a mesura que teníem més històries sobre els inhumans i el món digital que habiten els nostres personatges. Però l'orquestra és sempre la nostra fundació."
Al setembre de 2014, McCreary va anunciar que hi havia plans per a una banda sonora "Agents of S.H.I.E.L.D.", que es va publicar digitalment un any més tard per Marvel Music el 4 de setembre de 2015, i en CD el 9 d'octubre. Amb música de les dues primeres temporades, la banda sonora va ser escrita i produïda per McCreary i Steven Kaplan, amb l'àlbum produït per Joe Augustine amb McCreary.
Tota la música va ser composta per Bear McCreary. Les notes a continuació de cada tema indiquen a quin episodi(s) es va presentar.
| 1.            | «Agents of S.H.I.E.L.D. Overture»                            | 2:51    |
| 2.            | «Showdown at Union Station» ("Pilot" i "The Bridge")         | 6:58    |
| 3.            | «0–8–4» ("0-8-4")                                            | 9:02    |
| 4.            | «Rocket Launch» ("0-8-4")                                    | 3:03    |
| 5.            | «The Obelisk» ("Shadows")                                    | 3:56    |
| 6.            | «Aftermath of the Uprising» ("Turn, Turn, Turn")             | 4:37    |
| 7.            | «Gravitonium» ("The Asset")                                  | 4:20    |
| 8.            | «Cal» ("One of Us")                                          | 2:42    |
| 9.            | «Cello Concerto» ("The Only Light in the Darkness")          | 4:49    |
| 10.           | «Willing to Sacrifice» ("Shadows")                           | 4:32    |
| 11.           | «Alien DNA» ("The Well", "Beginning of the End" i "Shadows") | 5:58    |
| 12.           | «FZZT» ("FZZT")                                              | 3:51    |
| 13.           | «Garrett» ("T.A.H.I.T.I.")                                   | 2:09    |
| 14.           | «Hail Hydra» ("Turn, Turn, Turn")                            | 1:47    |
| 15.           | «Helicopter Rescue» ("Beginning of the End")                 | 2:05    |
| 16.           | «Terrigen Crystals» ("Scars")                                | 4:21    |
| 17.           | «The Big Bang» ("Beginning of the End")                      | 7:05    |
| 18.           | «The Rising Tide» ("Pilot")                                  | 3:46    |
| Durada total: | Durada total:                                                | 1:17:52 |

### Vinculacions amb l'Univers Cinematic Marvel
| « | (anglès) We're part of the Marvel Cinematic Universe, and so...we pitch our stuff to Kevin Feige and his movie group to see if there's something we can tie into, to see if they're okay about us using a character, or a weapon, etc. | (català) Som part del Marvel Cinematic Universe, i per això ... posem les nostres coses a Kevin Feige i al seu grup de pel·lícules per veure si hi ha alguna cosa que puguem vincular, per veure si està bé que nosaltres utilitzem un personatge, o un arma, etc. | » |
| — Jeffrey Bell, El productor executiu Jeffrey Bell a setembre de 2014, explicant el procès de treball amb el MCU. | | |   |

Al juliol de 2013, Jed Whedon va dir que la sèrie treballaria en paral·lel amb les pel·lícules de Marvel, passades i futures, per entrellaçar-se entre les pel·lícules i "intentar fer-les més gratificants en els dos extrems". Va explicar que cada projecte de Marvel té la intenció de funcionar per ell sol sense necessitat d'entrellaçaments, i va assenyalar que la sèrie ha de treballar amb la divisió de pel·lícules i ser conscients dels seus plans per no interferir quan introdueix algú o alguna cosa a l'univers. Bell va elaborar que era preferible perquè les persones que no vegin les pel·lícules encara puguin seguir la sèrie i viceversa. Va afirmar que "ABC i Marvel volen que la sèrie tingui sentit per si sola", però que era beneficiós per a les pel·lícules que la sèrie omplís qualsevol "buit" per elles, per haver de ser "grans" "i moures" ràpidament a través de moltes peces enormes", a diferència de la televisió que té temps per tractar més matisos.
El gener de 2016, Joss Whedon va assenyalar que aquest procés "per desgràcia només significa que el programa de televisió obté, ja sabeu, les restes". Va afirmar que, per exemple, l'equip creatiu de la sèrie inicialment volia utilitzar el ceptre de Loki de The Avengers, però no van poder, a causa dels plans de Whedon per fer-ho a Age of Ultron. Sobre com la seva capacitat de connectar-se amb les pel·lícules va canviar durant la vida de la sèrie, Jed Whedon va dir: "La regla quan vam començar era que no podríem dir res sobre espies, no podríem dir res sobre Hydra, no podríem tenir cap IA, robots o qualsevol altra cosa així, perquè tot això vindria a pel·lícules d'aquell any o de l'any després. Des de llavors, han deixat aquestes portes obertes." Va afegir: "Tenim una rellevància relativament lliure [en el que la sèrie pot introduir i connectar-se]; simplement no podem anar a cap lloc on vagin [les pel·lícules]. Ells coneixen les seves històries molt més enllà que nosaltres, el que és bo per a nosaltres perquè acompanyem coses que sabem que van cap a ells o evitem coses que volen que siguin especials a la pantalla gran. Mentre no estiguem cobrint bases que cobriran, no ens han dit "no" tant sovint". A tall d’exemple, Whedon va assenyalar l’argument del Framework de la quarta temporada com "una cosa molt significativa al nostre món, però també és una mica un remolí al riu que no afecta cap altra cosa perquè és un univers alternatiu. Aquesta mena d'històries ens fan grans sense enviar ondulacions a tot el MCU."
La sèrie mimetitza escenes post crèdits de les pel·lícules a partir de l'episodi "0-8-4" que presenta un cameo de Samuel L. Jackson cameo. Bell va explicar, "De vegades serà divertit, de vegades serà una cosa mitològica ... o una mica més que revelar sobre" l'episodi.
El primer creuament destacat de la sèrie amb el MCU més ampli va ser l'episodi "The Well", que comença immediatament després de "Thor: The Dark World". Els episodis "End of the Beginning" i "Turn, Turn, Turn" "giren al voltant dels esdeveniments de Captain America: The Winter Soldier, el que va donar lloc a un canvi de format de la sèrie. Les seqüències de flashback a "Shadows" "i" "The Things We Bury", amb Hayley Atwell com Peggy Carter van servir de màrqueting i configuració per a la sèrie Marvel's Agent Carter. Els esdeveniments de "The Frenemy of My Enemy" i "The Dirty Half Dozen" va portar a la seqüència d'obertura d'Avengers: Age of Ultron, mentre que "Scars" tracta les seqüeles d'aquesta pel·lícula. La tercera temporada segueix temes similars a la pel·lícula Captain America: Civil War, centrant-se en les persones amb poders i les respostes diferents que tenen a les noves lleis, que va conduir a l'episodi "Emancipation", que té lloc després de la pel·lícula i mostra com els seus esdeveniments afecten els personatges amb poders de la sèrie.
L'episodi "T.A.H.I.T.I." introdueix la raça alienígena Kree al MCU, membres dels quals tenen un paper significatiu a la pel·lícula "Guardians of the Galaxy". Així comença un arc argumental recurrent al llarg de la sèrie, i introdueix als Inhumans al MCU. Jed Whedon va dir que era una cosa en la que s'estava treballant durant molt de temps, ja que Marvel Studios tenia plans per a una pel·lícula dels Inhumans, i la sèrie seria un dels primers llocs on començarien a plantar les llavors abans de la pel·lícula. La tercera temporada introdueix el concepte de Secret Warriors, amb nous personatges inhumans inspirats pel còmic del mateix nom, mentre que es modificava retroactivament la història d'Hydra al MCU, lligant-la amb la història dels Inhumans. Gregg va assenyalar el gener de 2016 que "l'escriptor i director [de la pel·lícula dels inhumans) tindrà llibertat per fer el que volgués amb els inhumans, però esperem que hi hagi alguna manera que els nostres inhumans hi connectin." Quan la pel·lícula va ser eliminada del calendari de llançaments dels estudis Marvel, Whedon va assenyalar que la sèrie tenia "una mica més de llibertat" i que "van poder fer una mica més" amb les espècies cap a la quarta temporada, incloent el potencial d'introduir alguns dels inhumans "clàssics"."Marvel's Inhumans", una sèrie de televisió centrada en Black Bolt i altres membres de la família reial Inhumana, va ser anunciada al novembre de 2016 per transmetre's a ABC al setembre de 2017. No pretenia ser una sèrie derivada de Marvel's Agents de SHIELD.
La quarta temporada explora el concepte de Life Model Decoys (LMDs) (simulacres dotats de vida), als que s'havia fet referència inicialment a "The Avengers", i introdueix el personatge de Ghost Rider al MCU. Jed Whedon va explicar que la sèrie va esperar per començar a explorar els LMDs, perquè no volia explorar el concepte abans del llançament de Avengers: Age of Ultron, on s'introdueixen els personatges dels còmics d'Ultron i la Vision de manera similar als LMD. Sobre la introducció de Ghost Rider, Whedon va dir que amb la película "Doctor Strange" sortint aquell any, el Marvel [Cinematic] Univers es movia cap a noves aigües, referint-se a l'exploració de la màgia. "Hem considerat que, òbviament, era un gran personatge que ens agradaria tenir en el nostre programa que ens sentim capaços d’aquest canvi." La temporada també continua la història de la Agent Carter, amb la revelació que el grup Momentum Energy Labs és el successor de la companyia Isodyne Energy, ambdues empreses connectades per l'empresa matriu Roxxon, un pilar del MCU. Els últims quatre episodis de la cinquena temporada tenen lloc durant un sol dia, i coincideixen amb els esdeveniments de la pel·lícula "Avengers: Infinity War". L'agost de 2017, Emily VanCamp va dir que havien tingut lloc discussions per reproduir el seu paper de Sharon Carter a la sèrie, però hi va haver conflictes amb el seu paper protagonista a la sèrie  Revenge.

## Marketing
Els comptes de les xarxes socials de la sèrie es van crear el gener de 2013, mesos abans que ABC encarregués, oficialment, "una raresa per un episodi pilot". El 17 de maig de 2013, Marvel's Agents of SHIELD va ser el millor espectacle de la temporada televisiva pel que fa a l'activitat de les xarxes socials, amb el compte oficial Twitter de la sèrie amb més de 46.000 seguidors i la seva pàgina oficial de Facebook amb gairebé mig milió de likes. Molts membres del casting i de la tripulació feien "tweets en viu" a cada episodi, amb J. August Richards, que assenyalava que això provocava comentaris instantanis dels espectadors i permetia a la tripulació "veure l'audiència fer el trajecte" en temps real.
Per als sis últims episodis de la primera temporada, Marvel va començar la iniciativa "Marvel's Agents of S.H.I.E.L.D.: The Art of Level Seven" (l'art del Nivell Set), en què es publicava una imatge diferent cada dijous abans d'un nou episodi, que mostrava una primera mirada sobre un esdeveniment clau del pròxim episodi. Bell va afirmar que la iniciativa era una manera de vincular la sèrie a les seves arrels dels còmics i es va pensar al començament de la primera temporada. L'equip de producció va tractar d’unir artistes específics amb els pòsters, basant-se en el seu treball anterior i en com es connectava amb els temes i l'emoció de l'episodi previst. Per a la segona temporada, la sèrie va tornar com "The Art of Evolution" (l'art de l'evolució), amb una imatge per a cadascun dels dotze darrers episodis de la temporada. Per a cinquena temporada, Marvel va reactivar el seu programa d’art de màrqueting, amb "Marvel's Agents of S.H.I.E.L.D.: The Road to 100" (el camí fins al 100), amb cinc pòsters, un per a cada temporada de la sèrie, que representa "els moments clau fonamentals de cada temporada" per commemorar l'arrivada de la sèrie als 100 episodis.
A la Convenció Internacional de Còmics de San Diego de 2014, Marvel Custom Solutions i Lexus van publicar un còmic unitari titulat Agents of S.H.I.E.L.D.: The Chase, situats entre els episodis de la temporada 1 "Seeds" i" "TRACKS" El còmic va ser escrit per George Kitson, amb art de Mirko Colak, Neil Edwards i Mirco Pierfederici.
Una sèrie web de cinc parts titulada Agents of S.H.I.E.L.D: Double Agent, també patrocinada per Lexus, va ser llançada del 4 al 6 de maig de 2015 a ABC.com. La sèrie web segueix un ajudant de producció recentment contractat d’Agents of S.H.I.E.L.D., que actua com a agent doble per una "ment mestra", representada per Stan Lee. També apareixen membres de la sèrie, com ara Gregg, amb la possibilitat de votar en una enquesta en línia després de cada episodi per endevinar on anava el doble agent en el següent episodi; els vots dels espectadors eren atrets per l'oportunitat de guanyar premis de l'escenari d'Agents of SHIELD Double Agent va ser nominada com Outstanding Digital Series (sèries Digitals destacades) als 27 Premis del Gremi de Productors. Una altra sèrie web de cinc parts patrocinada per Lexus, "Agents of SHIELD: Academy", va ser publicada del 9 de març al 4 de maig de 2016. A Academy, tres fans competien per interpretar a un agent d’aquesta sèrie. Apareixen també membres dels Agents of S.H.I.E.L.D. Els tres fanals van fer aparicions en l'episodi final de la tercera temporada.
La sèrie ha estat promoguda amb diversos subtítols en diferents moments, inclosos els "Agents of SHIELD: Uprising" a la primera temporada, que duien al crossover amb Winter Soldier."Agents de SHIELD: Fallen Agent" per al final de la tercera temporada;"Agents of SHIELD: Ghost Rider" per a la primera part de la quarta temporada;"Agents de SHIELD: LMD" per a la segona part de la temporada quatre i "Agents of Hydra" per a la tercera part.

## Estrena
| Season | Season | Episodis | Emissió original       | Emissió original   | Emissió original  | DVD i Blu-ray dates de llançament | DVD i Blu-ray dates de llançament | DVD i Blu-ray dates de llançament | Netflix dates de llançament (U.S.) |
| Season | Season | Episodis | Primera emissió        | Darrera emissió    | Horari (EST)      | Codi 1                            | Codi 2                            | Codi 4                            | Netflix dates de llançament (U.S.) |
| ------ | ------ | -------- | ---------------------- | ------------------ | ----------------- | --------------------------------- | --------------------------------- | --------------------------------- | ---------------------------------- |
|        | 1      | 22       | 24 de setembre de 2013 | 13 de maig de 2014 | Dimars 8:00 pm    | 9 de setembre de 2014             | 20 d'octubre de 2014              | 12 de novembre de 2014            | 20 de novembre de 2014             |
|        | 2      | 22       | 23 de setembre de 2014 | 12 de maig de 2015 | Dimarts 9:00 pm   | 18 de setembre de 2015            | 19 d'octubre de 2015              | 11 de novembre de 2015            | 11 de juny de 2015                 |
|        | 3      | 22       | 29 de setembre de 2015 | 17 de maig de 2016 | Dimarts 9:00 pm   | TBA                               | 30 de gener de 2017               | 1 de març de 2017                 | 16 de juny de 2016                 |
|        | 4      | 22       | 20 de setembre de 2016 | 16 de maig de 2017 | Dimarts 10:00 pm  | TBA                               | 2 de juliol de 2018               | 14 de novembre de 2018            | 15 de juny de 2017                 |
|        | 5      | 22       | 1 de desembre de 2017  | 18 de maig de 2018 | Divendres 9:00 pm | TBA                               | 1 d'octubre de 2018               | 10 d'abril de 2019                | 17 de juny de 2018                 |
|        | 6      | 13       | 10 de maig de 2019     | 2 d'agost de 2019  | Divendres 8:00 pm | TBA                               | TBA                               | TBA                               | 1 de setembre de 2019              |
|        | 7      | 13       | 27 de maig de 2020     | 12 d'agost de 2020 | Dimecres 10:00 pm | TBA                               | TBA                               | TBA                               | TBA                                |

### Difusió
Agents de SHIELD  es difon als Estats Units a ABC, a 720p alta definició i so envoltant 5.1, malgrat lliurar els episodis a ABC a 1080p. La primera temporada es va emetre els dimarts a les 8 pm EST, i començant per la segona temporada, la sèrie es va emetre els dimarts a les 9 pm EST, abans de passar al 10 pm dels dimarts per a la quarta temporada. Per a la seva cinquena temporada, la sèrie es va emetre els divendres a les 9 pm EST.
 Agents of SHIELD  ha estat llicenciat en 155 països i territoris: les vendes van incloure ofertes al Regne Unit (Channel 4, que va emetre la sèrie al Regne Unit durant les dues primeres temporades, abans de traslladar-se a E4 per a la tercera;), Suècia (Kanal 5), Noruega (Viasat 4), Turquia (Digiturk), Orient Mitjà i Àfrica del Nord (OSN), Israel (Yes), Amèrica Llatina (Sony Entertainment Television / Canal Sony), l'Índia (Star World Premiere), Sud-est asiàtic, Hong Kong, Taiwan (Fox International Channels), Singapur (Mediacorp), Malàisia (MediaPrima), Tailàndia (BBTV) i VOD (Sohu, LeTV, iQiyi, Tencent i Tudou) a la Xina. CTV té els drets de transmissió de Canadà; a Austràlia, la sèrie es va emetre a Seven Network per a les dues primeres temporades, abans de passar a Fox8 a partir de la tercera; i a Nova Zelanda, el programa s'emet al seu canal de TV2. MyNetworkTV va rebre els drets de redifusió de la sèrie i va començar a emetre's el setembre de 2016.
No s'ha traduït al català. A Espanya va ser estrenada en castellà per Fox España i posteriorment per Cuatro en obert, després de l'adquisició dels drets per Mediaset. La segona i tercera temporada es van estrenar en obert a Energy.
La segona i la tercera temporada de la sèrie es van emetre en dos blocs cadascun, amb una temporada de Agent Carter que es transmetia entremig dels dos. Bell va explicar que aquesta decisió es va fer després del repte de produir 22 episodis per a la primera temporada que es van emetre durant 36-40 setmanes, la qual cosa significava tenir repeticions i "perdre impuls". En comptes d’això, l’agent Carter va omplir gran part d’aquest buit, deixant la part posterior de la temporada de "agents d’SHIELD" ininterrompuda. Aquest format va permetre als productors i als escriptors afrontar cada temporada en dues parts, cadascuna amb històries diferents connectades per alguns elements. Abans de la quarta temporada, Tancharoen va explicar: "Durant les dues últimes temporades, hem estat capaços de trencar la nostra temporada en dues petites estacions de l'any a causa del calendari. Aquesta propera temporada, el nostre horari d’emissió és una mica diferent, de manera que el trencarem en tres 'pods'. Aquest fet ens ha facilitat la vida." El format del 'pod' es va descriure com" 7-10 episodis [que presentaven] petites "línies argumentals" que formaven un format més gran sencer."
La cinquena temporada va començar a emetre's els seus episodis l'1 de desembre de 2017, una vegada Inhumans va emetre els seus vuit episodis, amb la intenció que els 22 episodis fossin emessos ininterrompudament, però es va prendre un petit parèntesi per a la difusió dels Jocs Olímpics d'Hivern de 2018. La temporada finalment estava formada per dos arcs argumentals. La sisena temporada compta amb 13 episodis.

### Home media
La primera temporada completa es va publicar per primera vegada a Blu-ray i DVD el 9 de setembre de 2014, amb la segona temporada completa publicada el 18 de setembre de 2015, com a "Blu-ray" exclusi d'Amazon.com A Netflix als Estats Units, la primera temporada es va publicar el 20 de novembre de 2014, la segona, l'11 de juny de 2015, la tercera, el 16 de juny de 2016, la quarta, el 15 de juny de 2017 i la cinquena temporada el 17 de juny de 2018.

## Recepció
| Temporada | Temporada | Nielsen ratings                  | Nielsen ratings                        | Nielsen ratings                                              | Nielsen ratings | Nielsen ratings      | Resposta de la critica | Resposta de la critica |
| Temporada | Temporada | Televidents estrena (en milions) | Televidents episodi final (en milions) | Mitjana d'espectadors de la temporada, inc. DVR (en milions) | Rànking         | 18–49 anys (rànking) | Rotten Tomatoes        | Metacritic             |
| --------- | --------- | -------------------------------- | -------------------------------------- | ------------------------------------------------------------ | --------------- | -------------------- | ---------------------- | ---------------------- |
|           | 1         | 12.12                            | 5.45                                   | 8.31                                                         | 43              | 3.0 (20)             | 88% (72 ressenyes)     | 74 (33 ressenyes)      |
|           | 2         | 5.98                             | 3.88                                   | 7.09                                                         | 76              | 2.7 (32)             | 91% (32 ressenyes)     | N/D                    |
|           | 3         | 4.90                             | 3.03                                   | 5.52                                                         | 85              | 2.0 (47)             | 100% (22 ressenyes)    | N/D                    |
|           | 4         | 3.44                             | 2.08                                   | 4.22                                                         | 110             | 1.5 (70)             | 96% (23 ressenyes)     | N/D                    |
|           | 5         | 2.54                             | 1.88                                   | 3.57                                                         | 133             | 1.1 (97)             | 100% (22 ressenyes)    | N/D                    |
|           | 6         | 2.31                             | 1.88                                   | N/D                                                          | 158             | 0.4 (165)            | 93% (15 ressenyes)     | N/D                    |
|           | 7         | 1.82                             | 1.46                                   | N/D                                                          | TBD             | TBD                  | 100% (14 ressenyes)    | N/D                    |

### Audiència i classificacions
Als Estats Units, l'episodi d’estrena de Marvel's Agents of S.H.I.E.L.D. va obtenir una puntuació de 4,7/14 en el grup demogràfic de 18 a 49 anys, amb 12,12 milions d’espectadors en total, sent el debut més gran del drama en quatre anys. Encara que la sèrie va debutar amb fortes qualificacions contra la seva competència, NCIS, les seves qualificacions van disminuir considerablement durant els dos mesos següents, tot i que va romandre el primer espectacle dels dimarts entre els homes de 18 a 49 anys, i en general el tercer espectacle entre els joves adults darrere de Modern Family i The Big Bang Theory. També va gaudir d’un enregistrament de DVR que, segons "TV Guide", van "superar el sostre".
El març de 2016, Alisha Grauso de Forbes va discutir la sèrie i les seves qualificacions, descrivint l'espectacle "no ha tingut mai per ABC les classificacions que la xarxa esperava que fossin ... És prou difícil escriure un guió de pel·lícula que s’adapti a la continuïtat del major univers cinemàtic de Marvel, encara més fer-ho amb una temporada de televisió completa que ha de actuar com a teixit connectiu al món més gran, i fer-ho el seu". Grauso va opinar que les qualificacions de la sèrie podrien millorar si es tractava de ser la millor sèrie (amb menys connexions amb les pel·lícules, com les sèries de Marvel de Netflix) o de fer símplement de "suport i vinculació al món dels Venjadors". Grauso va concloure que "el resultat final de qualsevol dels escenaris és que, amb sort, les qualificacions pugen i es queden a dalt. En el primer cas, els fans podrien perdre's per la desconnexió de la MCU, però els aportaria una història més forta i una redacció més coherent. En el segon escenari, els aficionats haurien de sintonitzar-se cada setmana per por de perdre's una part de la història".

### Resposta de la crítica
Durant la primera temporada, les revisions del lloc web Rotten Tomatoes van reportar-li una qualificació d'aprovació del 88%, amb una qualificació mitjana de 7,83/10 basada en 72 comentaris. Segons el consens del lloc web, "Agents of S.H.I.E.L.D. complaurà els fanàtics del còmic, però el conjunt fort i el ritme ràpid ajuden a fer-los més accessibles a no aficionats que la mitjana dels espectacles de superherois". Metacritic, que utilitza una mitjana ponderada, assigna una puntuació "generalment favorable" de 74 basada en 33 comentaris.
La segona temporada té una qualificació d'aprovació del 91% a Rotten Tomatoes, amb una puntuació mitjana de 7,66/10 basada en 32 comentaris. El consens del lloc web diu que "Agents of S.H.I.E.L.D. es relaxa durant la seva segona temporada, mitigant els dolors creixents de l'espectacle per centrar-se en els personatges mentre augmenten les emocions narratives."
La tercera temporada té una qualificació d'aprovació del 100% a Rotten Tomatoes, amb una puntuació mitjana de 8,19/10 basada en 22 comentaris. El consens del lloc web diu: "Encara evoluciona en la seva tercera temporada, Agents of S.H.I.E.L.D. continuen avançant amb una barreja d’emocions, humor i cor."
La quarta temporada té una qualificació d'aprovació del 95% en Rotten Tomatoes, amb una puntuació mitjana de 7,65/10 basada en 22 comentaris. Segons el consens del lloc web, "Agents of SHIELD explora un territori més fosc en la seva quarta temporada amb la presentació emocionant de Ghost Rider, que crea un nou capítol ple de accions de les mitologies més àmplies de Marvel."
La cinquena temporada té una qualificació d'aprovació del 100% a Rotten Tomatoes, amb una puntuació mitjana de 7,89/10 basada en 21 comentaris. El consens del lloc web diu que "Agents de S.H.I.E.L.D. fa canvis a gran escala i girs salvatges que eleven la temporada 5 des de la MCU saturada fins al seu propi espai".
La sisena temporada té una qualificació d'aprovació del 93% a Rotten Tomatoes, amb una puntuació mitjana de 7,7/10 basada en 15 comentaris.

### Anàlisi
La forma en què la sèrie es veu afectada pels esdeveniments de "Captain America: The Winter Soldier" ha estat considerada "miraculosa", amb Terri Schwartz a Zap2it escrivint "el fet que la pel·lícula hagi influït tant en l'espectacle canvia els termes de com es poden entrellaçar els mitjans de cinema i televisió", mentre que Mary McNamara de Los Angeles Times va declarar que Agents of S.H.I.E.L.D. afronta un futur de reinventació perpètua, i això el posa en el primer cotxe emocionant de la muntanya russa cap a la possible dominació mundial". El fet que la sèrie també descrigui la reconstrucció de SHIELD al MCU també s'ha destacat, amb Merrill Barr, comentant el capítol "Beginning of the End" a Forbes, dient "el que Marvel s'atrevirà a dir amb aquest final de temporada és "tot el que fem importa, i heu de parar atenció a tot".
Oliver Sava de The A.V. Club va veure la introducció dels Inhumans a la sèrie fent de Agents of S.H.I.E.L.D. una part essencial dels plans del MCU i Marvel Studios, amb les connexions entre la sèrie i les pel·lícules que abans havien estat sempre reactives per part de la sèrie, amb "coses" succeint en les pel·lícules, i Agents of S.H.I.E.L.D. tractant les conseqüències. No obstant això, ara la sèrie seria la que "feia que les coses succeïssin, i aquests esdeveniments afectaran clarament el futur del MCU". Barr va escriure que la sèrie "fa un treball excel·lent mantenint-se per ella sola d’una manera que mai no ho hem vist fer abans. Vine a l’últim tram [de la segona part de la temporada], tots -siguin fans de Marvel o no- demanaran quan comença la tercera temporada."
El paral·lelisme de la tercera temporada amb els temes de Captain America: Civil War va ser anomenat "tòpic i rellevant" i "francament misteriós" per Alex McCown de The A.V. Club i Kevin Fitzpatrick de ScreenCrush. McCown va comparar l'enfocament de la sèrie per crear "un món desconfiat de les superpotències" als esdeveniments de la vida real al voltant de Cliven Bundy i la campanya presidencial de 2016 de Donald Trump, i va dir que "SHIELD" està aprofitant el seu mitjà per explicar la història que la pròxima pel·lícula de Captain America no pot: una exploració plena i completa de la necessitat de protegir la llibertat i la privadesa, fins i tot per a aquells amb habilitats extraordinàries." Fitzpatrick va afegir que aquest "va ser un gran angle per construir aquesta mentalitat mundial sense sentir-se especialment servil al cinema".
Al principi de la quarta temporada, Kayti Burt, de Collider, va opinar que Agents of S.H.I.E.L.D. són "el programa de X-Men que hauríeu de veure". Burt va assenyalar que la franquícia de cinema de X-Men s'estava expandint cap a la televisió amb la sèrie Legion, però S.H.I.E.L.D. ja servia aquest propòsit, destacant les similituds entre els X-Men i els Inhumans, ambudes creacions de Stan Lee i Jack Kirby durant els anys 60 que consistien en un gran grup de persones superpoderoses que "són els nostres veïns i els nostres amics ... tant herois com malvats", i afronten "les mateixes pors i prejudicis" de la comunitat en general. Burt va creure que les similituds entre els inhumans de S.H.I.E.L.D. i els X-Men es van fer "especialment notòries" a la tercera temporada amb la història de Hive, que tenia molt en comú amb la pel·lícula X-Men: Apocalypse que va ser estrenada al mateix temps; Burt tenia l'opinió que S.H.I.E.L.D. executava la història "molt millor" que la pel·lícula. Altres similituds que Burt va comentar van ser els paral·lelismes entre el segon arc de Daisy Johnson i la introducció de Rogue a la primera pel·lícula de X-Men i el seu comentari social i polític. Amb aquest últim, Burt també va parlar de les similituds entre els Watchdogs i Donald Trump, anomenant-lo "no gaire subtil, però el comentari social no ha de ser-ho. Aprecio que els Agents of SHIELD tractin de comentar l’actual estat sociopolític del país de manera que molts dels altres programes de televisió de superherois ni tan sols intenten fer-ho. Finalment, Burt va dir que, tot i que els personatges dels X-Men no poden aparèixer a la MCU a causa dels drets sobre els personatges que tenia de 20th Century Fox, encara podem gaudir de molts dels temes destacats a l’univers X-Men a través de S.H.I.E.L.D..
A més, Marc N. Kleinheinz a Screen Rant va discutir com la sèrie "continua resistint a un statu quo", des de la destrucció i la reconstrucció de S.H.I.E.L.D. fins a les conseqüències dels acords de Sokovia. Va assenyalar que un dels principals motors dels canvis va ser el de les pel·lícules MCU, que els van obligar a "adaptar-se constantment a un paisatge narratiu canviant que no té absolutament cap control". També va creure que la sèrie estava obligada a adaptar diversos personatges de Marvel a la pantalla que no apareixerien en pel·lícules, com Daisy Johnson, Mockingbird (Bobbie Morse) i Ghost Rider. No obstant això, Kleinheinz va considerar que aquesta mentalitat també va sorgir de la tripulació de la sèrie i no només de Marvel, i va dir: "Hi ha també el modus operandi de la narració que els showrunners Jed Whedon i Maurissa Tancharoen han demostrat molt clarament durant els seus quatre anys. Sembla que estar constantment destacant nous terrenys cada temporada és tant una predilecció personal com és, possiblement, un mandat corporatiu."
Durant l'etapa com "Agents of Hydra" de la quarta temporada, Evan Valentine de Collider.com va assenyalar com "un dels temes predominants d’aquesta última meitat de la quarta temporada d’Agents of S.H.I.E.L.D. han estat els seus cops a l'actual administració Trump ... Quan tot això està dit i fet, ja sigui que recolzis o rebutges l’administració actual i el que fa amb el seu temps a la feina, aquest comentari funciona aquí? Segur que sí ... Hem de poder riure del que passa al món, independentment de si estem d’acord o en desacord, però S.H.I.E.L.D. ha aconseguit llançar alguns comentaris mordaços aquesta temporada."

### Premis
The Atlantic va considerar l'episodi "4,722 Hours" un dels millors episodis de televisió de 2015.
| Any  | Premi                                       | Categoria                                                        | Nominat                                                                                       | Resultat  | Ref.    |
| ---- | ------------------------------------------- | ---------------------------------------------------------------- | --------------------------------------------------------------------------------------------- | --------- | ------- |
| 2013 | Premis Critics' Choice Television           | Sèrie nova més emocionant                                        | Agents of S.H.I.E.L.D.                                                                        | Guanyador | [ 356 ] |
| 2013 | Television Critics Association              | Nova sèrie de la tardor més prometedora                          | Agents of S.H.I.E.L.D.                                                                        | Guanyador | [ 357 ] |
| 2014 | Premis People's Choice                      | Actriu Favorita de sèrie nova de TV                              | Ming-Na Wen                                                                                   | Nominat   | [ 358 ] |
| 2014 | Premis People's Choice                      | Drama Favorit Nou de TV                                          | Agents of S.H.I.E.L.D.                                                                        | Nominat   | [ 358 ] |
| 2014 | Premis Visual Effects Society               | Efectes visuals en un programa                                   | "Pilot"                                                                                       | Nominat   | [ 359 ] |
| 2014 | Premis Golden Reel                          | Millor muntatge de so: música                                    | "Pilot"                                                                                       | Nominat   | [ 360 ] |
| 2014 | Premis Satellite                            | Millor sèrie o minisèrie de televisió                            | Agents of S.H.I.E.L.D.                                                                        | Nominat   | [ 361 ] |
| 2014 | Premis Saturn                               | Millor llançament de sèrie de televisió en xarxa                 | Agents of S.H.I.E.L.D.                                                                        | Nominat   | [ 362 ] |
| 2014 | Online Film & Television Association Awards | Millor so a una sèrie                                            | Agents of S.H.I.E.L.D.                                                                        | Nominat   | [ 363 ] |
| 2014 | Online Film & Television Association Awards | Best Visual Effects in a Series                                  | Agents of S.H.I.E.L.D.                                                                        | Nominat   | [ 363 ] |
| 2014 | Premis Teen Choice                          | Estrella existosa masculina                                      | Brett Dalton                                                                                  | Guanyador | [ 364 ] |
| 2014 | Primetime Creative Arts Emmy Awards         | Efectes especials i visuals excepcionals                         | "T.A.H.I.T.I."                                                                                | Nominat   | [ 365 ] |
| 2015 | Premis People's Choice                      | Elecció Sci-Fi/Fantasia de TV                                    | Agents of S.H.I.E.L.D.                                                                        | Nominat   | [ 366 ] |
| 2015 | Visual Effects Society Awards               | Efectes visuals en un programa                                   | Agents of S.H.I.E.L.D.                                                                        | Nominat   | [ 367 ] |
| 2015 | Interpretació de la setmana de TVLine       | Interpretació a "Melinda"                                        | Ming-Na Wen                                                                                   | Guanyador | [ 368 ] |
| 2015 | Premis Kids' Choice                         | Interpretació de la setmana de TVLine                            | Agents of S.H.I.E.L.D.                                                                        | Nominat   | [ 369 ] |
| 2015 | Premis Kids' Choice                         | Actriu favorita de TV                                            | Chloe Bennet                                                                                  | Nominat   | [ 369 ] |
| 2015 | Premis Saturn                               | Millor sèrie de televisió d'adaptació de superherois             | Agents of S.H.I.E.L.D.                                                                        | Nominat   | [ 370 ] |
| 2015 | PRISM Awards                                | Television Drama Multi-Episode Storyline – Mental Health         | Arc argumental de Fitz des de "Shadows" fins "The Things We Bury"                             | Nominat   | [ 371 ] |
| 2015 | Premis Teen Choice                          | Elecció Sci-Fi/Fantasia de TV                                    | Agents of S.H.I.E.L.D.                                                                        | Nominat   | [ 372 ] |
| 2015 | Premis Primetime Creative Arts Emmy         | Efectes especials i visuals excepcionals                         | "The Dirty Half Dozen"                                                                        | Nominat   | [ 373 ] |
| 2015 | Premis Online Film & Television Association | Millors Efectes visuals en una Series                            | Agents of S.H.I.E.L.D.                                                                        | Nominat   | [ 374 ] |
| 2015 | Interpretació de la setmana de TVLine       | Interpretació a "Laws of Nature"                                 | Iain De Caestecker                                                                            | Guanyador | [ 375 ] |
| 2015 | Interpretació de la setmana de TVLine       | Interpretació a "4,722 Hours"                                    | Elizabeth Henstridge                                                                          | Guanyador | [ 376 ] |
| 2016 | Premis Kids' Choice                         | Espectacle preferit de TV                                        | Agents of S.H.I.E.L.D.                                                                        | Nominat   | [ 377 ] |
| 2016 | Premis Kids' Choice                         | Actiu preferida de TV – Espectacle familiar                      | Chloe Bennet                                                                                  | Nominat   | [ 377 ] |
| 2016 | Premis Kids' Choice                         | Actiu preferida de TV – Espectacle familiar                      | Ming-Na Wen                                                                                   | Nominat   | [ 377 ] |
| 2016 | Premis Irish Film & Television Academy      | Millor actriu secundària en Drama de Televisió                   | Ruth Negga                                                                                    | Nominat   | [ 378 ] |
| 2016 | Interpretació de la setmana de TVLine       | Interpretació a "Parting Shot"                                   | Adrianne Palicki                                                                              | Nominat   | [ 379 ] |
| 2016 | Premis Saturn                               | Millor sèrie adaptació de Superherois                            | Agents of S.H.I.E.L.D.                                                                        | Nominat   | [ 380 ] |
| 2016 | Premis Teen Choice                          | Choice TV Malvat                                                 | Brett Dalton                                                                                  | Nominat   | [ 381 ] |
| 2016 | Premis Califòrnia en localització           | Director de localització de l’any - Televisió d’una hora         | Justin Hill                                                                                   | Guanyador | [ 382 ] |
| 2017 | Interpretació de la setmana de TVLine       | Interpretació a "Broken Promises"                                | Henry Simmons i Natalia Cordova-Buckley                                                       | Nominat   | [ 383 ] |
| 2017 | Interpretació de la setmana de TVLine       | Interpretació a "Hot Potato Soup"                                | Patton Oswalt                                                                                 | Nominat   | [ 384 ] |
| 2017 | Premis Golden Reel                          | TV – Curt – Diàleg                                               | "Deals with Our Devils"                                                                       | Nominat   | [ 385 ] |
| 2017 | Interpretació de la setmana de TVLine       | Interpretació a "Self Control"                                   | Elizabeth Henstridge i Iain De Caestecker                                                     | Nominat   | [ 386 ] |
| 2017 | Premis Kids' Choice                         | Espectacle Familiar Favorit                                      | Agents of S.H.I.E.L.D.                                                                        | Nominat   | [ 387 ] |
| 2017 | Interpretació de la setmana de TVLine       | Interpretació a "The Return"                                     | Mallory Jansen                                                                                | Nominat   | [ 388 ] |
| 2017 | Premis Saturn                               | Millor sèrie de Televisió d'adaptació de Superherois             | Agents of S.H.I.E.L.D.                                                                        | Nominat   | [ 389 ] |
| 2017 | Premis Teen Choice                          | Espectacle d'acció de televisió                                  | Agents of S.H.I.E.L.D.                                                                        | Nominat   | [ 390 ] |
| 2017 | Premis Teen Choice                          | Actor d'acció de TV                                              | Gabriel Luna                                                                                  | Nominat   | [ 390 ] |
| 2017 | Premis Dragon                               | Millor sèries de TV de ciència-ficció o fantasia                 | Agents of S.H.I.E.L.D.                                                                        | Nominat   | [ 391 ] |
| 2018 | Interpretació de la setmana de TVLine       | Interpretació a "The Last Day"                                   | Ming-Na Wen                                                                                   | Nominat   | [ 392 ] |
| 2018 | Premis Visual Effects Society               | Efectes visuals destacats en un episodi fotoreal                 | Mark Kolpack, Sabrina Arnold, David Rey, Kevin Yuille, Gary D'Amico per "Orientation, Part 1" | Nominat   | [ 393 ] |
| 2018 | Premis Saturn                               | Millor sèrie de televisió de Superherois                         | Agents of S.H.I.E.L.D.                                                                        | Nominat   | [ 394 ] |
| 2018 | Premis Teen Choice                          | Espectacle d'acció de TV                                         | Agents of S.H.I.E.L.D.                                                                        | Nominat   | [ 395 ] |
| 2018 | Premis Teen Choice                          | Actriu d'acció                                                   | Chloe Bennet                                                                                  | Nominat   | [ 395 ] |
| 2019 | Interpretació de la setmana de TVLine       | Interpretació a "Inescapable"                                    | Elizabeth Henstridge i Iain De Caestecker                                                     | Guanyador | [ 396 ] |
| 2019 | California on-Location Awards               | Ajudant de localització de l'any - Televisió                     | Miles Beal-Ampah                                                                              | Guanyador | [ 397 ] |
| 2019 | Premis Teen Choice                          | Choice actriu de TV de l'estiu                                   | Chloe Bennet                                                                                  | Nominat   | [ 398 ] |
| 2020 | Interpretació de la setmana de TVLine       | Interpretació a "The New Deal"                                   | Clark Gregg                                                                                   | Nominat   | [ 399 ] |
| 2020 | Interpretació de la setmana de TVLine       | Interpretació a "As I Have Always Been"                          | Joel Stoffer                                                                                  | Guanyador | [ 400 ] |
| 2020 | Interpretació de la setmana de TVLine       | Interpretació a "The End Is at Hand" i "What We're Fighting For" | Elizabeth Henstridge                                                                          | Guanyador | [ 401 ] |

## Sèries derivades

### Marvel's Most Wanted
A l'abril de 2015, Marvel estava desenvolupant una sèrie derivada de Marvel's Agents of SHIELD desenvolupada per Bell i l'escriptor Paul Zbyszewski, protagonitzades per Palicki i Blood. ABC va cancel·lar el projecte abans del 7 de maig de 2015, quan van anunciar les seves renovacions, cancel·lacions i noves sèries. L'agost de 2015, la sèrie derivada va rebre una nova vida com una sèrie reelaborada, titulada Marvel's Most Wanted, amb una ordre d'episodi pilot. Hunter i Morse van deixar Agents of SHIELD a l'episodi "Parting Shot". Al maig de 2016, ABC va tornar a cancel·lar la sèrie.

### Agents of S.H.I.E.L.D.: Slingshot
Una sèrie digital en sis parts, Marvel's Agents of SHIELD: Slingshot, es va anunciar el 6 de desembre de 2016 per debutar a ABC.com el 13 de desembre de 2016. Segueix a Elena "Yo-Yo" Rodríguez en una missió secreta, poc abans de l'inici de la quarta temporada, amb Cordova-Buckley reprenent el seu paper. Gregg, Jason O'Mara, Simmons, Bennet, Wen, De Caestecker i Henstridge reprenen els seus papers a la sèrie com Coulson, Jeffrey Mace, Mack, Johnson, May, Fitz i Simmons, respectivament.

### Ghost Rider
Al maig del 2019, Hulu va ordenar Marvel's Ghost Rider a la sèrie, amb Ingrid Escajeda com a show runner i productora executiva al costat de Zbyszewski i Loeb. Gabriel Luna va reprendre el seu paper de Robbie Reyes/Ghost Rider de la quarta temporada de Marvel's Agents of SHIELD a la nova sèrie. En lloc de ser un spin-off tradicional de SHIELD, Hulu va descriure la sèrie com una nova història que tracta del mateix personatge.

## Altres mitjans
A la Convenció Internacional de Còmics de San Diego de 2014, Marvel Comics va anunciar una sèrie en curs titulada SHIELD, que es publicaria al Univers Marvel i estaria escrita per Mark Waid, a partir de desembre de 2014. Va incloure l'art d'un grup d'artistes rotatoris entre els que es trobava Carlos Pacheco, Alan Davis i Chris Sprouse. El grup estava dirigit per l'agent Phil Coulson, que ja s'havia introduït prèviament als còmics, i veia la introducció canònica dels personatges Melinda May, Jemma Simmons i Leo Fitz, sorgits de les sèries de televisió als còmics de l'Univers Marvel, el que Waid va assenyalar com que es donaria "el gir de l'Univers Marvel". Waid va descriure la sèrie com "done-in-one (fet en un). Coulson i el seu equip tenen una missió i, si necessitem algú per a una missió, tothom a l'Univers Marvel està disponible com a agent potencial". Waid va afegir que, tot i que el còmic no comparteix esdeveniments amb la sèrie de televisió, mantindrà les relacions i les personalitats dels personatges. Marc Guggenheim va rellançar el còmic com a Agents of SHIELD per a la línia All-New, All-Different Marvel de Marvel Comics, i va introduir el personatge de la sèrie de televisió de Grant Ward a l'Univers de còmics de Marvel al maig de 2016.
Al setembre de 2015, es va anunciar que Phil Coulson, Daisy Johnson/Quake, Deathlok, Melinda May, Bobbi Morse, Lincoln Campbell, Sif, Raina i Gordon apareixerien al videojoc de rol per mòvil Marvel: Future Fight. La seva inclusió en el joc es va fer per promoure l'inici de la tercera temporada, així com per permetre a Marvel "estendre les històries i basar-se en històries per involucrar als fans en una experiència nova", segons el director creatiu de Marvel Games, Bill Rosemann. El març de 2016, de Caestecker i Henstridge van reprendre els seus papers com Fitz i Simmons, respectivament, a l'episodi "Lizards", de la sèrie animada Ultimate Spider-Man vs the Sinister 6. També en aquell mes, contingut descarregable de Marvel's Agents of SHIELD es va revelar per Lego Marvel's Avengers. El contingut consistia en una missió basada "en els esdeveniments que van conduir a la final de la segona temporada", que involucrava enfrontar-se a Jiaying i Daisy a Afterlife mentre rescataven agents, a més de fer front a Gordon i Cal Johnson que s'han apoderat del Helicarrier de S.H.I.E.L.D. El contingut inclou els personatges jugables de Daisy Johnson, Leo Fitz, l'agent Koenig, Melinda May, Bobbi Morse, Jemma Simmons, Cal Johnson/Mr. Hyde, Deathlok, Gordon, Grant Ward, Jiaying, Lincoln i Raina, així com l'aeropla The Bus. Ming-Na Wen va repetir el seu paper de Melinda May per oferir un nou diàleg per al contingut.